# Storia della Spezia
La storia della Spezia inizia con gli insediamenti permanenti dell'epoca romana, anche se l'area dove sorge la città era già abitata fin dalla preistoria.

## I primi insediamenti

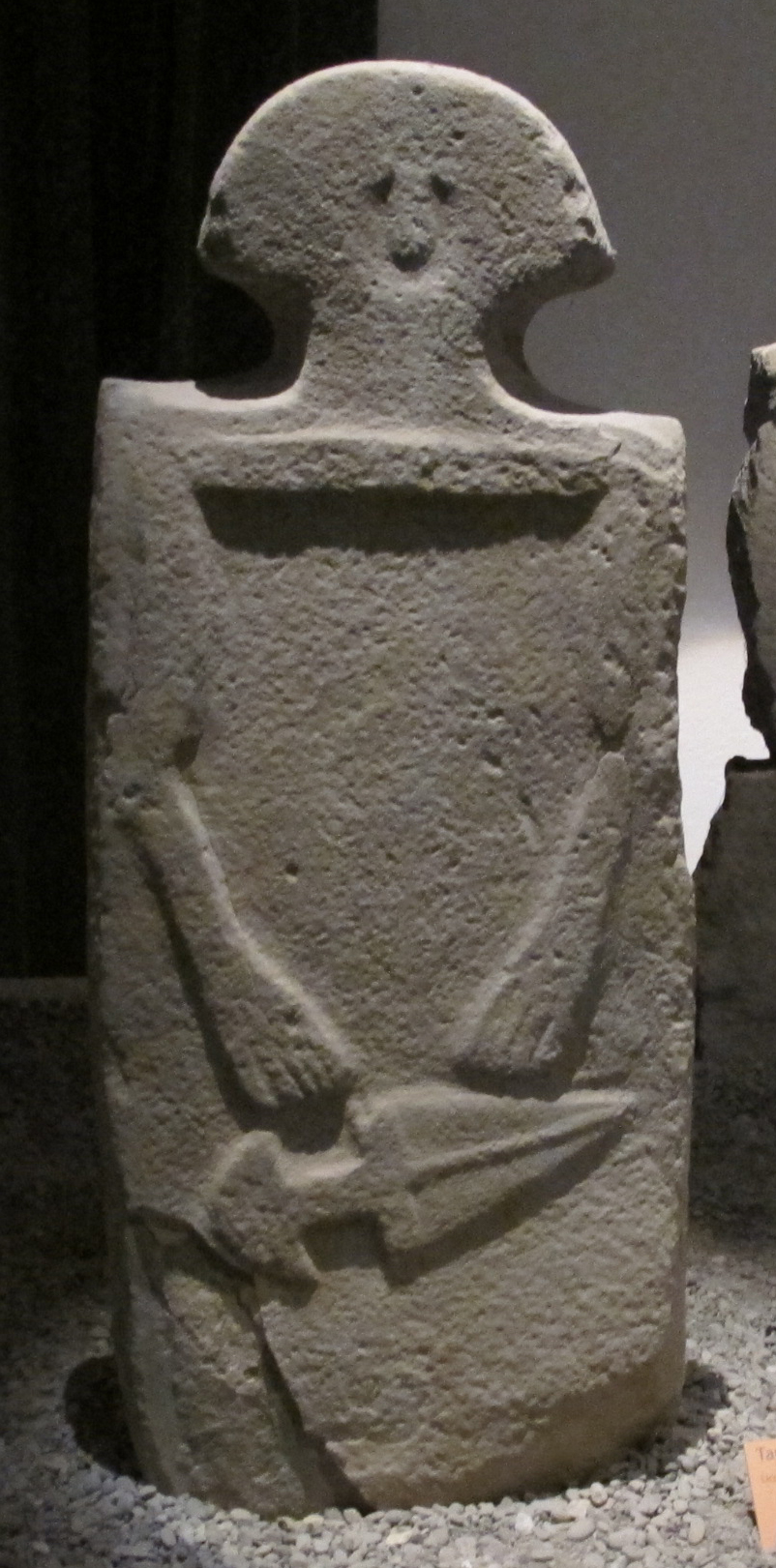
Statua stele antropomorfa

Tre importanti strutture megalitiche sono state scoperte sul promontorio del Caprione, sul monte Capri e presso Tramonti.

Le numerose statue stele e i reperti dell'età del bronzo e dell'età del ferro ritrovati in varie occasioni sulle alture e nella piana del Golfo e nelle vallate adiacenti testimoniano come in particolare il territorio spezzino e le terre circostanti furono abitati già in tempi preistorici (protoliguri).
Nel 1886, durante i lavori di scavo del Bacino Grande dell'Arsenale marittimo, a circa 12 metri di profondità furono ritrovate due statue stele considerate le più antiche mai rinvenute in Lunigiana. I due reperti, purtroppo dispersi nella seconda guerra mondiale, sono stati messi in relazione a quelli ritrovati a Pierre aux Moines nel nord della Francia. Nel vicino quartiere di Pegazzano e in quello levantino del Limone, sono state invece ritrovate due sepolture a cassetta risalenti alla tarda età del ferro.
Reperti umani preistorici sono stati rinvenuti nella Grotta dei colombi sull'isola Palmaria. 
Tipici insediamenti dell’età del Rame, del Bronzo e del Ferro erano i castellari, paesi fortificati sulle alture a scopo difensivo. Resti considerevoli di castellari si trovano anche nello spezzino (Pignone, Zignago).

## Prima di Roma

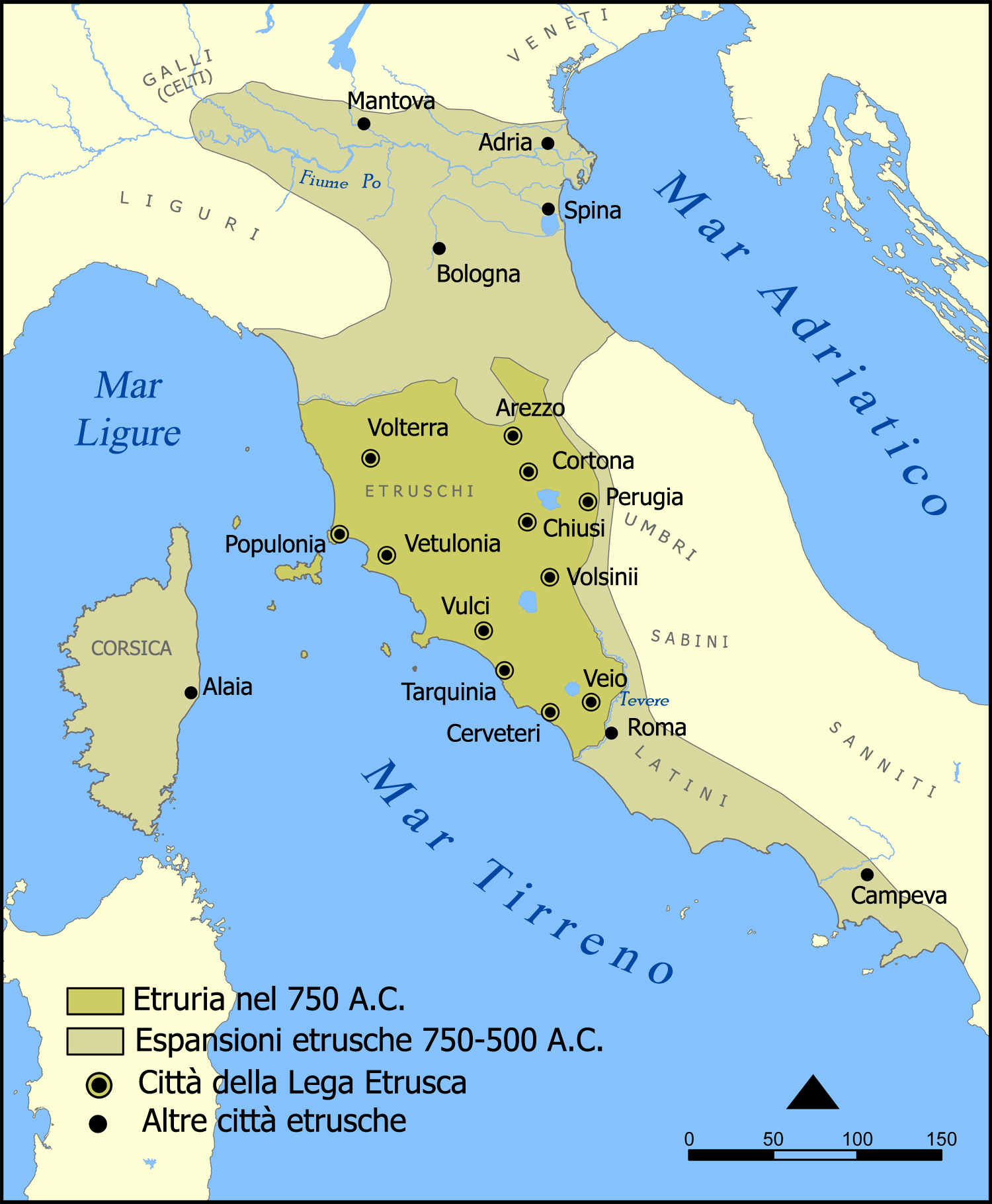
Liguri ed Etruschi
500 a.C.

Il popolo dei Liguri occupava il territorio che dall’Italia settentrionale si estendeva alla valle del Rodano e alla Catalogna. Il poeta Esiodo, li definì tra i più antichi abitanti del mondo.
È probabile che il riparo del golfo spezzino (Portus Lunae.) e la costa di levante, strategici per le loro caratteristiche di approdi naturali eccezionalmente protetti, siano stati frequentati anche da naviganti fenici, greci oltre che etruschi.
A levante il fiume Macra (Magra) costituiva il margine del territorio ligure verso quello etrusco mentre il golfo fu alternativamente controllato dagli Etruschi e dai Liguri che peraltro si spinsero a controllare anche Pisa.
Agli inizi del III secolo a.C. il golfo era dominato dagli Etruschi.
Nel 264 a.C., a loro spese, Roma si espande fino a Pisa e, conclusa la Prima guerra punica, dal 238 a.C. entra in conflitto con i Liguri della Riviera e dell'Appennino.

Nel 236 a.C. il console Cornelio Lentulo Caudino decide di insediare un avamposto romano nel Portus Lunae.
Nel 234 a.C. la flotta romana, comandata da Quinto Fabio Massimo al suo primo consolato, si scontra con quella dei Liguri liberando così il controllo della rotta costiera verso la Gallia. 

Nel corso della sua espansione verso nord Roma comprende l'importanza di Genova che diventa il suo porto di rifornimento navale e di scambio verso la pianura padana.

Altre parti del territorio ligure si mantengono ostili alla penetrazione romana così che, a differenza di Genova rimasta leale verso Roma, alcune tribù di Liguri dell'Appennino parteggeranno per Annibale e suo fratello Asdrubale fornendo loro contingenti di truppe, esploratori e guide. Altre tribù liguri invece si manterranno neutrali.
Quando Annibale nel 218 a.C. dà inizio alla Seconda guerra punica muovendo contro Roma e l'Italia, per fermarlo in Provenza il console Scipione parte con una flotta di sessanta navi lunghe da Pisa alla volta di Genova e di Massalia (l'odierna Marsiglia) costeggiando il golfo spezzino e la costa ligure.
Nel 215 a.C. dal Portus Lunae, al comando del generale Manlio Torquato, parte una spedizione in Sardegna rivolta a debellare la sollevazione di Amsicora. Della spedizione fanno parte anche il poeta Quinto Ennio e Marco Porcio Catone;
il luogo di Luna sarà poi citato, nel 205 a.C., negli Annali dello stesso scrittore Quinto Ennio.
Con la definitiva sconfitta di Annibale a Zama nel 202 a.C. i Romani riprendono la campagna contro i Liguri che avevano continuato ad opporre una tenace resistenza alla penetrazione romana, chiudendosi nei castellari e soprattutto svolgendo agili azioni di guerriglia rese possibili dalla conoscenza della rete di percorsi montuosi e dei boschi del territorio.

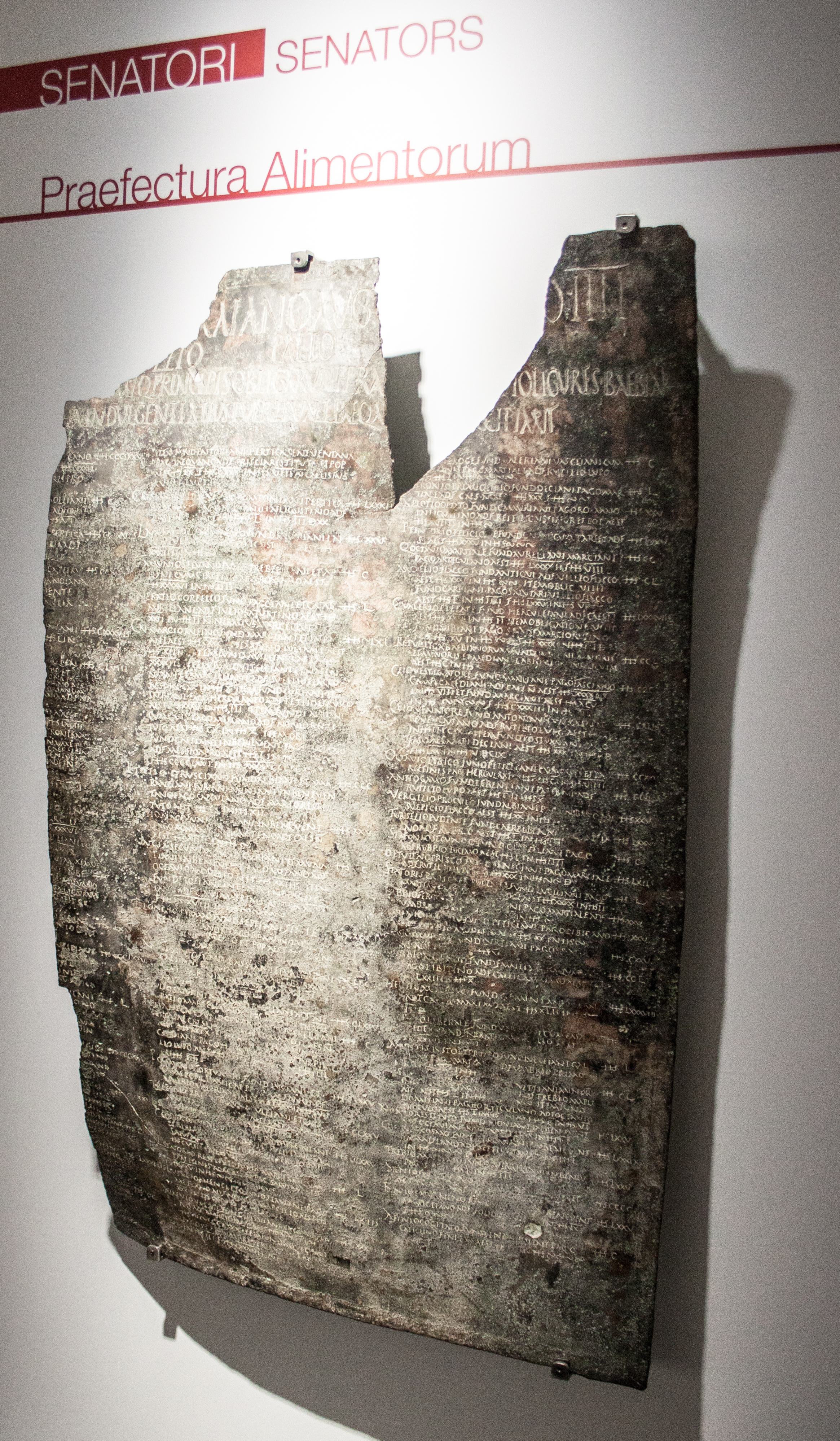
La Tabula dei Ligures Baebiani
Museo nazionale romano

Diretto in Spagna contro i Cartaginesi, nel 195 a.C. il console Marco Porcio Catone, con venticinque navi lunghe ed un poderoso esercito, fa sosta nel Porto di Luna.
Gli Apuani nel 193 a.C., forti di ventimila uomini, attaccano il territorio di Luna e di Pisa, rinnovando la guerra contro Roma.
Questa seconda fase di scontro si concretizza in una lunghissima campagna militare, che durerà fino al 155 a.C., nel corso della quale i Romani vantarono, secondo vari storici, almeno quindici vittorie e una grave sconfitta.
Nel 186 a.C. i Liguri infliggono una dura sconfitta alla legione del console Quinto Marzio Filippo a Saltus Marcius: nella battaglia i Romani perdono circa quattromila legionari; i superstiti riescono a raggiungere Portus Lunae.

Nel 185 a.C. il console Gaio Sempronio Tuditano movendo da Pisa entra in terra ligure, la devasta arrivando al fiume Macra e a Portus Lunae.
I Liguri Apuani sono severamente sconfitti dai proconsoli romani Publio Cornelio Cetego e Marco Bebio Tamfilo nel 180 a.C.; più di quarantamila persone vengono deportate nel Sannio e ripartite in due pagi, quello dei liguri Bebiani e quello dei liguri Corneliani. A questa prima deportazione ne segue un'altra di altri settemila Liguri l'anno successivo.
Conclusa la Guerra Ligure e pacificata la regione, nel 177 a.C. Senato romano ordina la fondazione della colonia di Luni alla foce del fiume Magra e vi stabilisce duemila coloni.

## Roma
Le origini della Spezia sono legate alla colonizzazione romana nel golfo, con insediamenti addirittura anteriori alla fondazione, alla foce del Magra, della vicina colonia di Luni nel 177 a.C..
Conferme archeologiche di un cospicuo insediamento romano sul sito della Spezia nell'insenatura più profonda del Golfo sono emerse in varie occasioni. 
Nella zona di San Vito (Marola) nel 1914 sono state rinvenute tre anfore vinarie romane a una profondità di nove metri, databili al I secolo d.C. (mentre una calotta cranica è stata invece trovata a 14,50 metri di profondità e pertanto databile al 1000 a.C. circa).

Ancora a San Vito furono rilevati dei resti di una villa romana, andati poi distrutti per la costruzione dell'Arsenale.
Altro reperto romano, scoperto nel 1901 per lavori in via Biassa nel luogo dell'antico Palazzo comunale, è un ponte di pietra tuttora interrato e che presumibilmente scavalcava un torrente che costituiva il principale collettore delle acque nella piana del borgo.

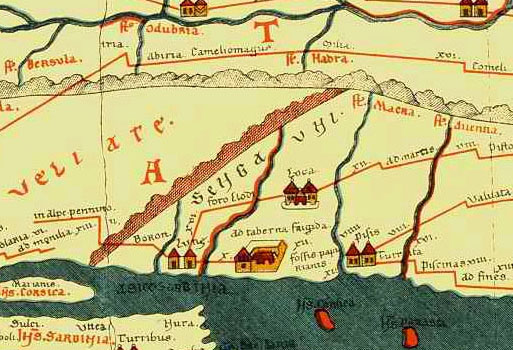
La Spezia nella Tavola Peutingeriana
(sez IV, IV)
Si notano Pisis, Luca, Luna e Boron

Nella zona a metà tra il Palazzo delle Poste e quello della Provincia esistono due pavimenti marmorei romani trovati all'epoca della costruzione del palazzo della Provincia.
A Gaggiola è stata scoperta un'ara votiva.
Nella zona dell'Antoniano (cioè dell'attuale Chiesa di San Venerio a Migliarina) esisteva un oppidum preromano, che forse è da identificarsi con il Boron indicato nella Tavola Peutingeriana come stazione; non a caso nella zona di Migliarina esiste una Via di Boron ripresa sicuramente dalla località menzionata nella Tavola Peutingeriana. Sempre nella zona della Pieve sono state raccolte ceramiche e scorie ferrose a conferma di un insediamento romano.
La presenza romana è ampiamente documentata anche in altre località costiere del Golfo, sia a levante che a ponente, come la Villa romana del Varignano nonché edifici a Fezzano, a Portovenere e a Muggiano.
Nella zona Limone-Melara altri reperti romani fra cui una grande necropoli di una cinquantina di tombe.
Ricerche di archeologia subacquea nel golfo hanno anche rivelato numerosi relitti di navi onerarie romane ed i loro carichi di anfore e di marmo di Carrara. Altra scoperta subacquea è stata quella di due relitti romani a sud dell'isola del Tino.
Memorie dell'epoca classica ben più consistenti sono i vicini siti archeologici della città di Luni, di Bocca di Magra e di Ameglia.
Le vicende del luogo si intrecciano comunque con le vicende di Luni stessa, il centro senza dubbio più importante di tutta la zona in epoca classica (foro, capitolium, basilica, anfiteatro).
Lo sviluppo di una vera rete viaria della zona del Levante ligure era necessariamente limitato dall'orografia dell'Appennino. Pertanto i collegamenti diretti via terra tra il Golfo, il Ponente ligure e la stessa Genova erano molto difficili dovendo avvenire lungo ristretti sentieri e disagevoli mulattiere.
La via Aurelia romana terminava a Pisa e quindi i collegamenti terrestri di Roma con la Liguria di ponente e soprattutto con la Gallia da Luni dovevano svolgersi attraverso la pianura padana: importante, in tal senso, era la via Aemilia Scauri attraverso il Passo della Cisa. 
L'altra importante via di collegamento tra Luni e Parma era la Strada delle cento miglia che attraversava il Malpasso (oggi Passo del Lagastrello).
Per i collegamenti via mare invece il golfo spezzino, per la sua forma dai romani denominato Porto della luna, costituiva una base navale militare oltre che un sicuro scalo di appoggio alla normale navigazione di cabotaggio.

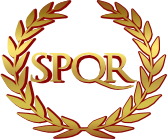
Roma

Nel 155 a.C. le ultime popolazioni liguri ostili vengono definitivamente sottomesse dal console Marco Claudio Marcello che ne riporta un Trionfo a Roma.
Nell'89 a.C., dopo la guerra sociale, Luni ottiene la cittadinanza romana assieme a tutto il resto della Liguria.

In età repubblicana, dall'inizio del I secolo a.C. e fino alla Guerra civile, la zona di Spezia e del suo golfo erano escluse dal pomerio di Roma (che arrivava a comprendere solo Luni ed i territori a sud dei fiumi Magra e Rubicone) ed erano parte della Provincia della Gallia Cisalpina, governata da un proconsole.
Nel 42 a.C. la Provincia Cisalpina è abolita da Ottaviano e Marco Antonio e il confine dell'Italia romana è portato alle Alpi.
Nella successiva ripartizione di Augusto la zona, come il resto della Liguria, appartiene alla Regio IX, il cui confine orientale era segnato dal corso inferiore del fiume Macra, mentre Luni appartiene alla Regio VII.
Il medico e scrittore Caio Scribonio Largo riferisce che nel 43 d.C. l’Imperatore Claudio, diretto a Marsiglia e prepararando la conquista della Britannia, riparò con a flotta nel Portus Lunae (Luna, più tardi denominata Selene, era il nome della base navale romana situata nel golfo della Spezia. La base romana, già in uso al tempo delle guerre contro gli Apuani, era situata nella zona di S.Vito di Marola.
Nel 63 d.C. Otone imbarca tutte le sue forze di cui dispone a Roma sulla flotta della base di Miseno e la invia, lungo la costa tirrenica e ligure, a contrastare Vitellio attestatosi nella Gallia Narbonense.
L'approdo di Portus Veneris è citato nel 161 d.C. nel portolano dell'imperatore Antonino Pio.
In Liguria il Cristianesimo si diffonde verosimilmente agli inizi del III secolo, nello stesso periodo storico in cui Eutichiano, nativo di Luni è Papa in Roma dal 275 al 283.
Nella riorganizzazione amministrativa di Diocleziano del 292 tutta l'Italia è riunita in un'unica diocesi ed è governata dall'augusto Massimiano. Nella seconda terarchia nel 305 il governo sull'Italia passa al cesare Severo.
Nel 314 Costantino suddivide la diocesi d'Italia in due vicariati, ognuno governato da un vicarius. La Liguria è una provincia consolare inserita nel vicariato annonario.
Già nel IV-V secolo il movimento monastico si diffonde nel golfo con i cenobi del Tinetto e di San Pietro a Portovenere. Agli stessi secoli risale la costruzione dei primi edifici paleocristiani in varie località del golfo.
L'organizzazione e la crescita della Diocesi di Luni risalgono agli inizi del V secolo quando, ormai alla fine dell'Impero romano, per la regione si apre il periodo alto medievale.

## Dal V all'VIII secolo

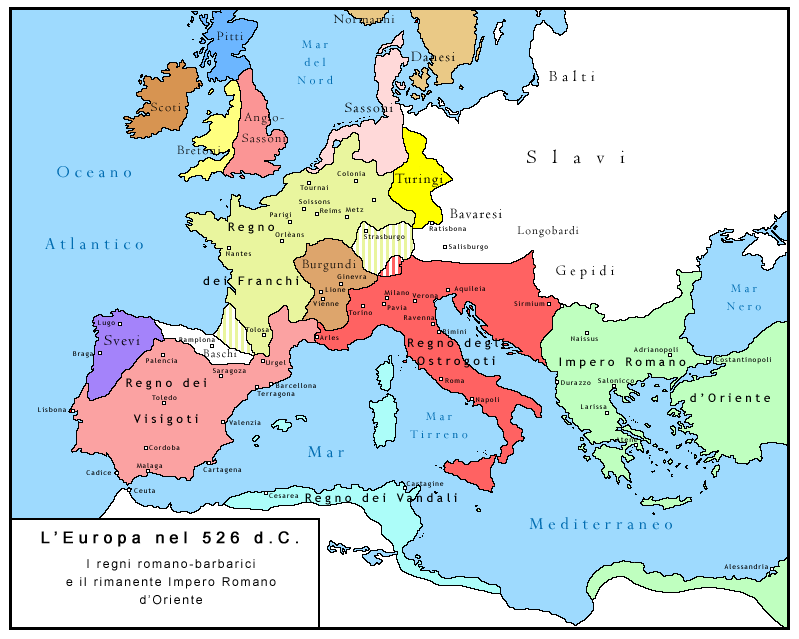
Il Regno di Teodorico

Nel 405 gli Ostrogoti di Radagaiso invadono la Liguria orientale ma, sconfitti dal generale romano Flavio Stilicone a Fiesole, sono venduti come schiavi mentre Radagaiso viene giustiziato.
È poi la volta dei Visigoti che nel 421 vi istituiscono la loro Provincia Maritima.
In questi anni di desolata decadenza Claudio Rutilio Namaziano compie il suo viaggio marittimo costiero da Luni alla Gallia e rende un'ampia descrizione dello stato del luogo di Luni.
Nel 452 gli Unni di Attila spargono il terrore nella Liguria orientale.
Si hanno le prime notizie della Diocesi di Luni e dei suoi Vescovi, che le successive vicende storiche porteranno a rivestire un ruolo politico sul territorio della Lunigiana storica.
Alla caduta formale dell'Impero romano d'occidente nel 476 d.C. la zona della Spezia, come peraltro il resto d'Italia, è parte del regno erulo di Odoacre al quale, nel 493, succede quello ostrogoto di Teodorico.

L'Impero Bizantino all'avvento di Giustiniano I (527) e alla sua morte (565)

Nel 535, alla morte di Amalasunta, erede di Teodorico, l'imperatore bizantino Giustiniano decide di muovere guerra per la riconquista dell'Impero d'occidente. 

Nel corso della guerra il Golfo e la base di Luna furono usati dalla Marina gota per ancorare le navi d’appoggio alle truppe impegnate nel controllo della Corsica e della Sardegna, e per il controllo della navigazione nell’alto Tirreno insidiata dai dromoni bizantini.

Alla vittoriosa conclusione della lunga guerra gotica, nel 552, anche i territori del Golfo vengono liberati da Narsete e, sotto il dominio bizantino, fanno parte dell'Esarcato d'Italia come Provincia Maritima Italorum con capitale a Luni.
Varie fortificazioni bizantine (kastron) vengono costruite in Lunigiana e sul Bracco mentre il golfo della Luna diviene una base navale greca, denominata Selene. 
La presenza di arche funerarie prova l’esistenza a San Vito di un centro abitato bizantino.

Con il ritorno all'Impero bizantino la regione torna a godere di una breve ripresa economica e demografica.

I domini longobardi dopo le conquiste di Rotari (643)

In questi anni san Venerio è monaco nel cenobio dell'isola del Tino, dove muore nel 630.

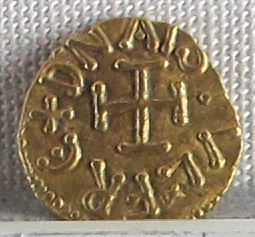
Ducato di Tuscia
aureo di Aistolfo, 749

Nel 566 una terribile epidemia di peste colpisce anche la Liguria.
I Longobardi, giunti in Italia già nel 568 sotto la guida del loro re Alboino, espandono via via la loro conquista dell'Italia, ma vengono fermati dalle fortezze greche di Luni e Filattiera del limes bizantino sul confine tosco-ligure.

Già nel 594 il re longobardo Agilulfo riesce a valicare col suo esercito il passo della Cisa, scende ad assediare Roma imponendo un tributo di cinquecento libbre d'oro all'esarca bizantino Callinico.
Nel 643 Rotari sfonda infine il fronte in Emilia, valica la Cisa, conquista e distrugge Luni, devasta il golfo e Portovenere, ed infine espugna le fortezze greche del Bracco e della regione forma il Ducato di Liguria. La conquista completa avviene con Liutprando.
Nel Regno longobardo Luni e la sua regione vengono annesse al Ducato di Tuscia con capitale Lucca, distaccandone l'area dal Ducato di Liguria.
Nel primo quarto dell'VIII secolo l'espansione araba, iniziata nel secolo precedente, travalica in Europa e raggiunge la Provenza.

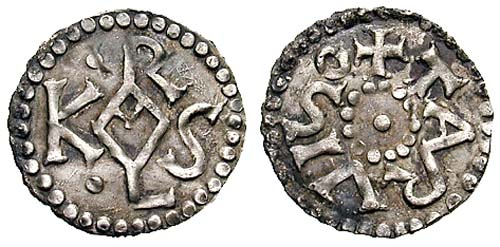
Denaro di Carlo Magno

Il regno longobardo cade nel 774 ad opera di Carlo Magno che assume la corona di re dei Franchi e dei Longobardi.
Decaduto il Ducato longobardo la Provincia marittima di Luni e quindi la regione spezzina sono sottomesse al dominio francofanno parte della Marca Ligure..

## IX secolo
La suddivisione dell'Impero carolingio comporta il passaggio della regione al Regnum Italicum e alla sua organizzazione feudale.

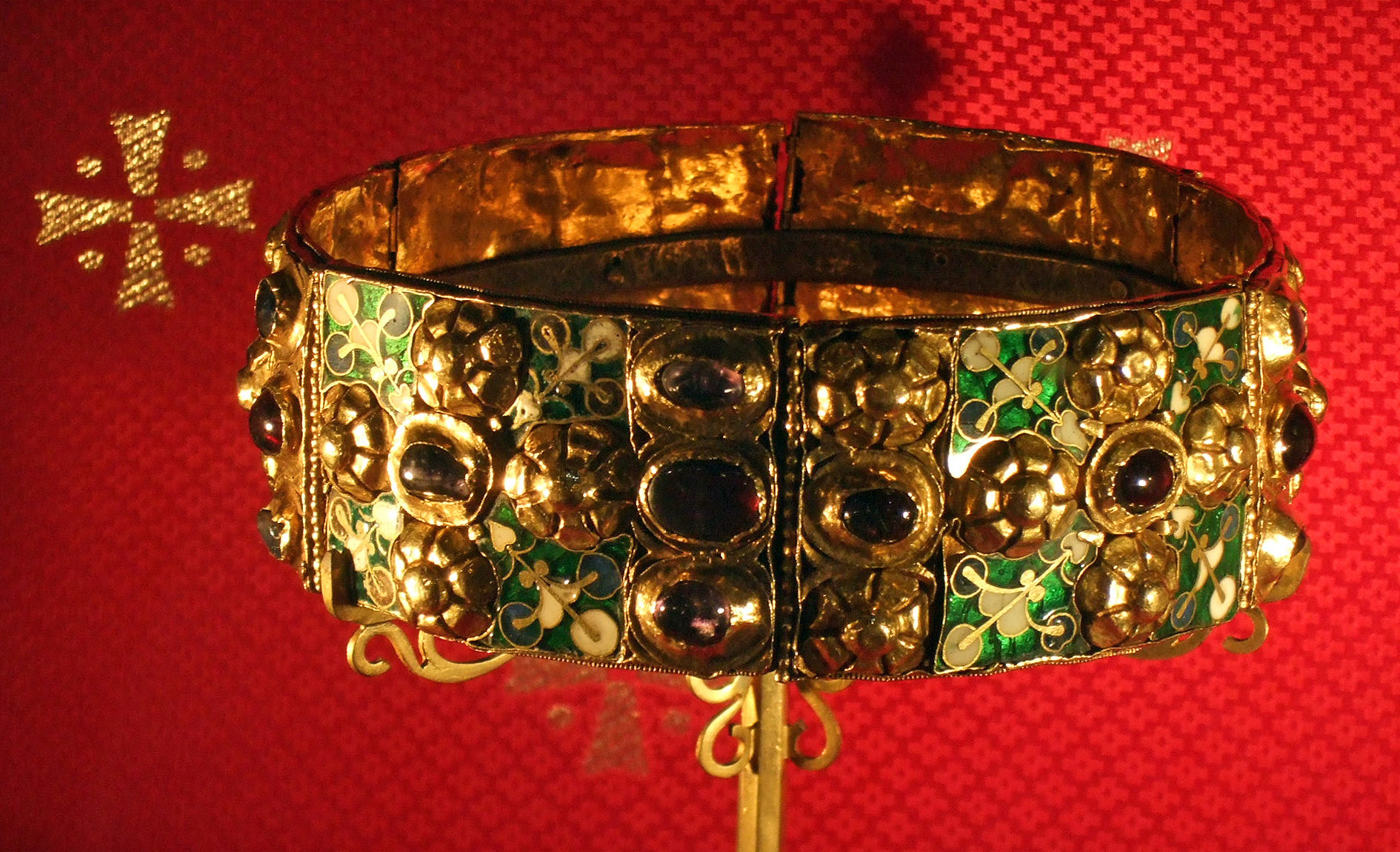
Regnum Italicum

Nella Pasqua del 781 il figlio di Carlo Magno, Pipino II, viene incoronato Re d’Italia ed inizia una programmatica sostituzione di Duchi e Gastaldi longobardi con Conti franchi.
Ai primi del IX secolo, sotto la corona di Pipino, la Liguria viene ribattezzata Litora Maris e viene suddivisa nei Comitati di Luni, Genova, Vado e Albenga affidati al governo di Conti.
I Vescovi di Luni possono tornare ad affermare il loro potere temporale come Vescovi-Conti.
I confini del Comitato di Luni coincidevano con quelli della Diocesi.
Nell'849 predoni arabi aggrediscono Luni e le indifese coste del Golfo.
Nell'860 la zona è saccheggiata dai Vichinghi di Hastein che a Luni ne uccidono il Vescovo Ceccardo.
Nello stesso IX secolo la regione comincia anche a subire il continuo flagello delle scorrerie musulmane dalle loro basi nelle Baleari, in Corsica e in Provenza a Frassineto. Dai santuari marittimi vengono traslate le reliquie dei santi per custodirle in luoghi più sicuri.
Già un secolo dopo, a causa delle continue razzie dal mare di uomini, donne e averi, il territorio comincia a decadere e, con il diffondersi della malaria, Luni finisce con l'essere progressivamente abbandonata dalla sua stessa popolazione (la Diocesi vi rimarrà ancora formalmente fino al 1204, quando verrà trasferita a Sarzana da papa Innocenzo III).
Nel IX secolo il centro principale della zona del golfo è ancora il borgo di Vesigna, che sorgeva sul colle di Marinasco.

Da Vesigna comincia intanto a procedere verso il mare una migrazione di popolazione che, unendosi agli insediamenti già esistenti in loco, contribuisce alla formazione del primo borgo sul Poggio della Spezia e al suo sviluppo nei secoli X e XI.

## X secolo

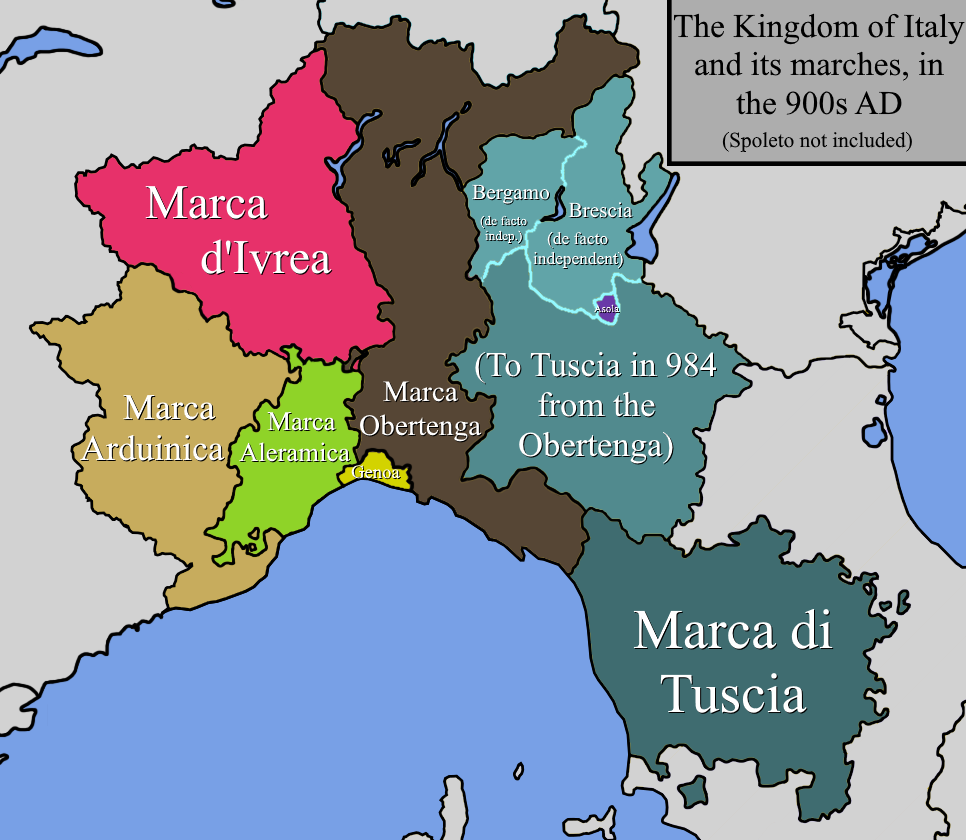
Regno d'Italia
nel X secolo

Nel 900 Berengario I conferma al vescovo di Luni Odelberto i privilegi di immunità concessi da Carlo il Grosso alla Diocesi di Luni.
Il Re d’Italia Ugo di Provenza, organizzando il territorio a sud del Po, affida sistematicamente il governo a Marchesi, i quali erano Conti dotati di particolari poteri giurisdizionali e militari (in funzione antimussulmana).
Nel 950 la località di Isola è ricordata in una concessione enfiteutica.
Nel 950 Berengario II termina la riorganizzazione del territorio, iniziata da Ugo di Provenza, nominando tre nuovi Marchesi le loro relative marche: Arduinica, Aleramica ed Obertenga. 

Dal marchese Oberto I derivano le dinastie liguri degli Este, i Malaspina, i Cavalcabò, i Pallavicino.

Dai Conti di Lavagna, vassalli degli Obertenghi,  derivano i Fieschi, Da Passano, Bianchi, Scorza e altri.
In progresso di tempo per investiture degli imperatori una gran parte dei feudi di Lunigiana e dello Spezzino passarono ai Marchesi d'Este, e quindi ai Malaspina, per tornare in seguito per cessioni e donazioni sotto il diretto dominio dei Vescovi, che a lor volta ne investirono dei nobili minori, riservandosi però il supremo diritto di proprietà del feudo..
Nel 983 'imperatore Ottone II di Sassonia concede a Manfredo da Passano l'investitura feudale sui borghi costieri di Moneglia, Framura e Levanto.

## XI secolo

L'Italia all'inizio dell'XI secolo

Le città costiere del Tirreno, in particolare i Comuni di Genova e Pisa, si rendono consapevoli dell'inevitabile loro necessità di difendere, con il proprio apporto navale, i loro borghi costieri dalle razzie saracene e di rendere sicuri la navigazione ed i commerci.

Così finiscono con l'acquisire progressivamente una propria autonomia comunale aperta al commercio, mentre la nobiltà feudale marchesana si attesta a risiedere nei propri feudi di campagna.
Nel 1015 il rinnegato Mugahid dalla sua base nelle Baleari aggredisce Luni e la distrugge per sempre. Sollecitata da Papa Benedetto VIII, nello stesso anno avviene la reazione congiunta di Genova e Pisa, contro i Saraceni: la vittoria nel 1016 delle due città alleate libera la Sardegna e la navigazione nel Tirreno dai mussulmani, costituendo così la premessa per lo sviluppo delle città costiere italiane.
La cacciata dei Saraceni segna l'inizio della crescita di Genova nel Mediterraneo.
Il borgo di Spezia compare in uno strumento notarile del 25 luglio 1071, rogato dal notaro Gontardo: Abone figlio di Garimondo dona al monastero di San Siro in Genova i beni mobili ed immobili che ha nei luoghi di Calossa, della Serra e della Spezia: ... in loco et fundo Caluce Sera Spexia.
La politica di Genova nelle Riviere liguri persegue la tattica dell'iniziale occupazione o del controllo dei porti e degli sbocchi al mare delle vie di penetrazione in terraferma, per poi esautorarne i feudatari locali costringendoli ad inurbarsi. Il progressivo affrancamento dal regime feudale del territorio ne promuove crescita.
Nel 1091 ha inizio la lunga guerra con Pisa per il possesso della Corsica.
La fine dell'XI secolo vede la partecipazione di Genova alla prima Crociata.
Hanno inizio le prime avvisaglie della lotta con Venezia.

## XII secolo
Il tardo periodo medievale aveva visto sorgere una progressiva frammentazione politica e culturale del Levante ligure, con l'affermazione di piccole Signorie di feudatari terrieri, come i Signori di Vezzano (oggi De Nobili), i da Passano, i Lagneto ed i vari conti di Lavagna (tra questi ultimi i Fieschi in particolare). Questa nobiltà locale cercherà di opporsi alla crescente espansione della Compagna Communis genovese appoggiandosi all'imperatore Federico Barbarossa (1161).

Repubblica di Genova

Nel Levante la penetrazione della Repubblica di Genova, agli inizi del XII secolo, si esplica o con l'acquisto di diritti feudali o con la conquista armata. Nello spazio di due secoli, combinando denaro, armi e politica si va formando il dominio genovese con la fine del feudalesimo, obbligando la nobiltà a trasferirsi in città ed ascriversi alle Compagne. Poi le città minori, indebolite da lotte intestine, finiscono con stringere patti federativi con Genova.
In particolare nel Levante avviene così l'occupazione di Sestri, a controllo delle vie transappenniniche del parmense e l'acquisto, nel 1139, dal feudatario Grimaldo di Vezzano del borgo e delle isole di Portovenere per installarvi una propria colonia, quale caposaldo nell'estremo Levante ligure rivolto all'entroterra spezzino e alla Lunigiana.

Genova procede a realizzare una catena di torri che partendo dai Piani d'Invrea giunge fino a Portovenere per mettere in guardia gli abitanti della repubblica dagli attacchi saraceni.
Pochi anni dopo anche Lerici entra nell'ambito degli interessi genovesi che ne distruggono il castello originario nel 1174 e occupano il territorio sottraendolo a Pisa.
Il borgo di Spezia ha già raggiunto una certa importanza nel XII secolo: è infatti citato in alcuni documenti commerciali del 13 marzo 1160 in cui sono menzionati Bonus Johannes e Baldus de Specia.
Nel 1198, sollecitati dai pisani, alcuni membri della famiglia dei Vezzano insieme ad altri vassalli attaccano la colonia genovese di Portovenere. Ricacciati si rifugiano a Vesigna che viene espugnata dai genovesi. Sono tratti prigionieri a Genova e costretti a giurarle fedeltà.
Il golfo della Spezia è menzionato in un portolano della fine del XII secolo.

## XIII secolo - La signoria guelfa di Nicolò Fieschi
In un documento del 12 giugno 1201 è citato frate Vivaldo, ospitaliero de Speça.
Nel 1223 Vesigna (sulla collina dell'odierna pieve di Marinasco) e, nel 1224, Carpena, il cui signore era Giovanni della Turca, entrano nell'orbita della Compagna genovese e quindi, con loro, anche il borgo di Spezia.
Il borgo di Isola è menzionato per un giuramento fatto al Podestà genovese nel 1224 e pochi anni dopo, nel 1231, per un giuramento a Guglielmo di Vezzano, Vescovo di Luni, a cui viene donato l’impero del Castello.
Nel 1241 si aggravano i contrasti tra l'imperatore Federico II e il papa Gregorio IX: la repubblica genovese sostiene il papato contro le forze imperiali, pisane e dei vassalli ai suoi confini. Le terre del golfo sono occupate da Oberto Pallavicino vicario imperiale. Con l'occasione Càrpena si ribella a Genova, ma chiederà e otterrà il perdono qualche anno dopo.
Nel 1252 Giovanni e Balgano della Turca insieme a Guglielmo, vescovo di Luni, vendono la Spezia a Nicolò ed Ottobono Fieschi, conti di Torriglia e Lavagna.
Già nella prima metà del XIII secolo, la Spezia aveva cominciato ad affrancarsi da Carpena crescendo grazie al proprio sviluppo mercantile e all'industria del sale.
Nel 1256 Genova riconquista Lerici da Pisa e consolida così il proprio dominio sul Golfo.
Un documento notarile rogato nello stesso anno riporta un'antica trascrizione del termine Spezam.

Fieschi

Per quasi vent'anni il borgo di Spezia si trova a essere svincolato dal dominio genovese poiché Nicolò Fieschi ne fa la capitale, tra il 1256 e il 1273, di una sua effimera Signoria guelfa, estesa da Lavagna a Sarzana e indipendente dalla Repubblica di Genova.
Al periodo dei Fieschi risalgono la prima fase di costruzione del Castello San Giorgio, sulla collina del Poggio e la fortificazione della città che ha cominciato a svilupparsi come centro economico.
Genova tuttavia non può tollerare la pericolosa indipendenza del borgo spezzino a cui pone termine nel 1273 quando Oberto Doria muove in forza contro Nicolò e, partendo dalla base di Portovenere, espugna il borgo di Spezia sul Poggio e vi incendia la Rocca tenuta dal Fieschi.
Nello stesso anno Carpena è elevata a Podesteria con giurisdizione sul Golfo e le Cinque Terre.
La Repubblica di Genova riacquista poi definitivamente la piena sovranità sul borgo il 27 novembre 1276 quando Nicolò Fieschi cede la Spezia a Genova per 25.000 lire genovesi. Genova diviene di fatto padrona del golfo spezzino e ne fa la base per la sua penetrazione nell'entroterra.
Nel 1284 si svolge lo scontro decisivo della Meloria; la fine del XIII secolo vede infine l'annessione a Genova della Lunigiana.

## XIV secolo - La Spezia e Carpena

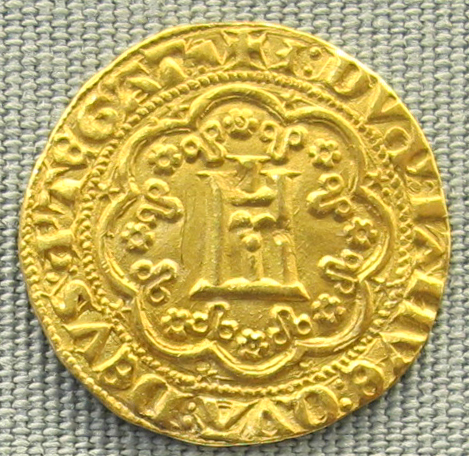
Genovino d'oro di Simon Boccanegra
1339-1344

Tra XIII e XIV secolo la città va incontro ad uno sviluppo alquanto sostenuto avendo dimostrato la sua importanza strategica nella contesa tra i Fieschi e Genova.
Per volere di Simone Boccanegra, primo dei Dogi a vita genovesi, questa riconosciuta crescita d'importanza comporta il 3 gennaio 1343 la costituzione della Podesteria della Spezia. 

La città diventa quindi sede del funzionario genovese che regola la vita amministrativa e giudiziaria, acquisendo buona parte del territorio di Carpena. Nell'occasione il Castello San Giorgio viene restaurato. 

Tra Genova e gli abitanti locali era stipulato un patto che, se da un lato stabiliva la dipendenza del Borgo, dall’altro garantiva alcune libertà commerciali, ossia dei Privilegi, il più importante dei quali è stato quello della conducta salis che ebbe una parte importante nella crescita del piccolo abitato che divenne centro di traffici e fonte di reddito. 
Nello stesso 1343 Giovanni da Valente, futuro doge, è nominato Vicario della Riviera di Levante.
Spezia ed il suo approdo sono menzionati in un portolano della prima metà del XIV secolo.
Nell'anno 1348 la comunità di Pegazzano costruisce in forme gotiche la sua Chiesa di San Michele Arcangelo. È l'anno in cui anche in Liguria si diffonde l'epidemia di peste nera descritta da Boccaccioe che colpisce anche il doge Giovanni da Murta.
Nel 1365 la città è saccheggiata dal capitano di ventura Ambrogio Visconti, figlio di Bernabò, che distrugge il castello San Giorgio prima di allontanarsi verso Recco.
Secondo alcuni storici in questi anni sul crinale del Castello è costruita la fortezza della Bastia.
La Spezia tende ad imporsi ormai come centro principale del Golfo, tanto che l'8 giugno del 1371 i sindaci delle due Podesterie di Carpena e la Spezia si riuniscono nella cattedrale di Santa Maria alla presenza dei pacificatori generali della Riviera di Levante Cristiano Curlo e Merualdo Pellegrino e del vicario Nicolò Veneroso per sancire l'unificazione in un'unica entità.
Entrambi i borghi mandano due sindaci al doge Domenico Fregoso per ratificare la richiesta di inglobare la Podesteria di Carpena in quella della Spezia.

Nella Podesteria della Spezia, vengono ad essere comprese la stessa Carpena, Biassa, Campiglia, Carnea, Castiglione, Codeglia, Debbio, Fabiano, Pegazzano, Polverara, Pozzo, Quaratica.
Il Vicariato della Riviera di Levante nel 1371 si estende a partire da Pietra Corice (Colice) a Capo Corvo, la sua estensione corrisponde quasi a quella dell'odierna Provincia.

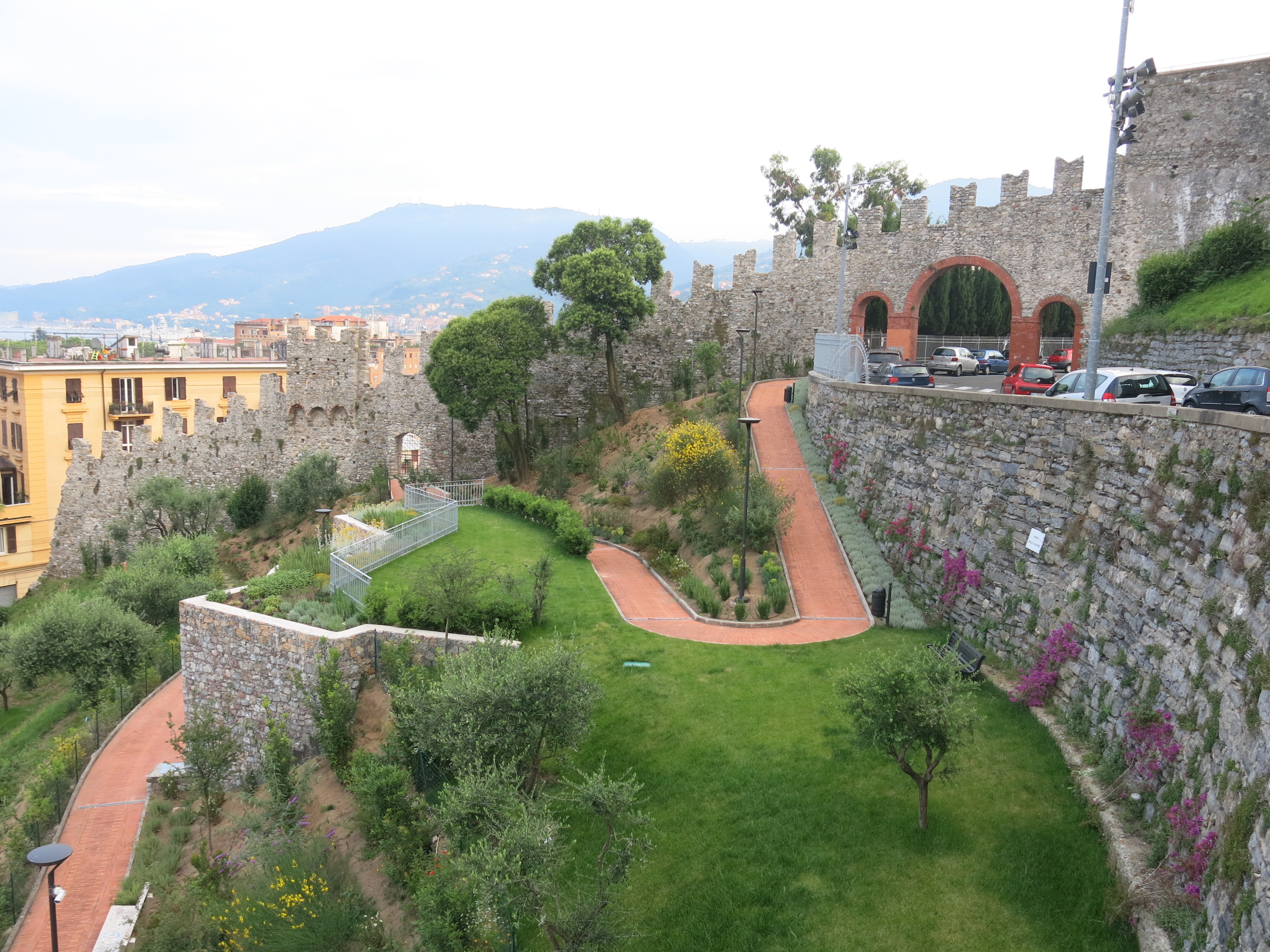
Le mura cittadine (XIV secolo)

Il castello San Giorgio viene ricostruito nel 1371 sui resti del precedente.
Negli stessi anni la città viene dotata di mura di difesa, delle quali rimangono tuttora conservati alcuni tratti con i camminamenti e le merlature ghibelline, sia nei pressi del castello che inglobati in alcuni palazzi a lato monte di via del Prione.
Nel 1390 giungono in città i frati agostiniani che fondano un convento con un'annessa chiesa in quella che è oggi piazza Sant'Agostino. L'edificio conventuale, subito alle spalle della Porta Romana, avrà alterne vicende e sarà distrutto nella primavera del 1943 da un bombardamento alleato.
La fine del XIV secolo vede il declino della potenza genovese: la rivalità con Venezia e soprattutto le continue lotte intestine comportano su Genova, Spezia e la Liguria il prevalere alternato dei Visconti (1350- 1356) e dei Valois di Francia (1396-1409). Anche il Regno d'Aragona, da Barcellona storicamente aggressivo nei confronti delle rotte commerciali di Genova, riesce a conseguire una sorta di dominio sugli approdi di Portovenere e di Lerici.

## XV secolo - Gli Statuti Comunali
Il 26 ottobre 1407 la Spezia riesce a dotarsi di propri Statuti concessi da Jean II Le Meingre (detto Boucicault), l'allora governatore francese costituito su Genova dal re Carlo VI di Valois, e nomina dapprima un Podestà, figura con prerogative solamente politiche, e in un secondo tempo un Capitano che oltre a quelle politiche assomma anche le funzioni militari.
(Agostino Giustiniani, Descrittione della Liguria, 1529)
Il Capitano della Comunità della Spezia veniva eletto a Genova, mentre i due sindaci e gli otto consiglieri che lo affiancavano nell'esercizio del potere erano eletti in un pubblico Parlamento che si teneva all'interno della Chiesa di Santa Maria.
Nei loro 45 capitoli gli Statuti regolavano tutti gli aspetti della vita cittadina, come il rispetto della morale religiosa (De pena blasfemantium Deum aut Sanctus, De non laborando diebus dominicis et festivis, De falso iuramento), le norme sui commerci (De piscatoribus et venditione piscem, De macellaris, De non emendo in foro Spediae, De non tenendo banchum in foro Spediae) e sulla convivenza civile (De viis reficiendis et reparandis, De fontanis non deturpandis).
All'anno 1409 risale la più antica rappresentazione dello stemma della città: tracciato sulla copertina del Libro del Consiglio Comunale, vi compare la torre merlata sul sommo di un colle e affiancata dalle lettere S e P (Spediensis Populus).
Nel 1410 circa nasce alla Spezia Bartolomeo Facio (detto talvolta Fazio) che diventerà una figura di umanista tra le più importanti del suo secolo. Dopo gli studi compiuti a Verona, Firenze e Genova, nel 1444 è ambasciatore a Napoli presso il re Alfonso V d'Aragona che ne apprezza le capacità tanto da farne segretario e storiografo del regno.
L'estremo Levante ligure vive un periodo di forte instabilità nella prima parte del secolo: la Repubblica di Firenze infatti ottiene nel 1411 i castelli di Sarzanello, Falcinello, Lerici e Portovenere. 
Molti borghi del Levante passano di propria spontanea volontà sotto il dominio fiorentino.
Anche Carpena, per contrastare la crescente fortuna della Spezia, approfitta della temporanea debolezza di Genova e l'abbandona per unirsi ai Fiorentini.

La Spezia rimane fedele alla Repubblica di Genova e, quando nel 1412 Antonio Doria porta a conclusione la vittoriosa guerra di Genova contro Firenze, agli spezzini viene concesso di distruggere Carpena e di raderne al suolo il castello.
Nel 1414 Lorenzo Federici è Governatore della Spazia.

### Lo sviluppo economico
Sotto la salda tutela genovese, in questo secolo la Spezia si presenta come una città in ascesa, ben fortificata e «dotata di belli edifici», in cui accanto alle attività tradizionali come l'agricoltura e la pesca si va sviluppando via via anche il commercio. Gli scambi avvengono soprattutto con il resto della Repubblica di Genova, con la Toscana, con la Sicilia, con la Sardegna e con i domini milanesi. 

Oltre al sale, particolarmente richiesti sono i vini della Lunigiana, il grano, l'olio, i marmi, il lino della Lucchesia, il ferro lavorato di Pietrasanta, i panni della Lombardia, sardine, zucchero, cipolle e pentole.
(Uberto Foglietta, Clarorum Ligurum elogia, 1588)
Non mancano le professioni, dal medico al notaio, e molti sono impiegati nella marineria; altri cercano fortuna come mercenari, particolarmente apprezzati sono i balestrieri.

Passi importanti sono, nel 1437, l'acquisizione del diritto esclusivo della vendita del sale bianco e, nel 1440, la concessione di smerciare ferro, metallo che all'epoca era riservato al monopolio di Stato.
È la stessa Genova in verità a porre un freno allo sviluppo economico e commerciale della Spezia, temendo di ritrovarsi un concorrente in casa. 

Nello stesso 1440 vengono stabiliti cosiddetti caratti: i vascelli non possono importare o esportare merci in alcun luogo se non dopo essere passati da Genova a pagare le gabelle. Sono esentati i bastimenti inferiori alle 400 mine che, in arrivo alla Spezia, devono fermarsi a fare denuncia a Portovenere.
Per secoli, sostanzialmente fino al passaggio al Regno di Sardegna nel 1814, la richiesta della città di diventare un portofranco venne respinta dal Senato genovese, anche quando i Medici diedero grande impulso a Livorno alla fine del XVI secolo.

Crebbe d'importanza quindi il mercato nero: il Golfo della Spezia fu dal Quattrocento uno dei grandi centri di attività piratesche del Tirreno e insieme alla zona delle Cinque Terre era considerato pericoloso per la navigazione. In particolare agiva in questi mari il temuto Giuliano Gattilusio che spesso si recava alla Spezia a vendere il proprio bottino, provocando nel 1461 un grave incidente diplomatico con Firenze dopo averne assaltato una bombarda..
La città vive inoltre un momento di progresso anche dal punto di vista architettonico: nel 1420 si dà l'avvio alla ristrutturazione del Palazzo della Curia che viene trasformato nel Palazzo pretorio o Palazzo comunale e diventa sede dell'autorità cittadina e luogo di assemblee.

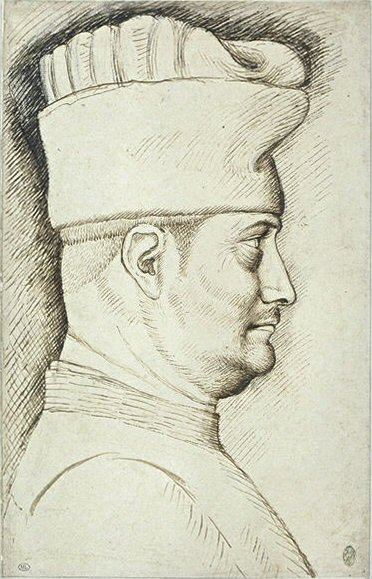
Pisanello
Ritratto di Filippo Maria Visconti
Museo del Louvre

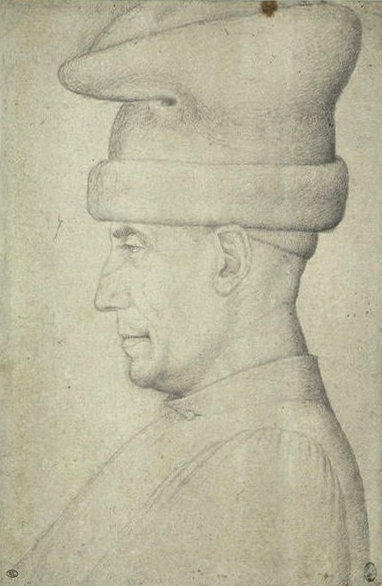
Pisanello
Riratto di Niccolò Piccinino
Museo del Louvre

Nel 1421 Genova è nuovamente assediata dai due eserciti comandati da Guido Torelli e da Francesco Bussone (detto Il Carmagnola) mentre sulla costa le navi della repubblica trovano lo sbarramento della flotta catalana, alleata della signoria milanese. La città si sottomette a Filippo Maria Visconti, Duca di Milano. Il doge Tomaso Fregoso depone la carica ducale in cambio della signoria di Sarzana.
La politica di dominio del Visconti, che durerà fino al 1436, è intesa ad indebolire la repubblica genovese smembrandone il territorio e, nel 1428, arriva a cedere i caposaldi di Portovenere e Lerici ad Alfonso d'Aragona.

Nel 1435 lo stesso Alfonso, già sconfitto per conto del Duca di Milano dai genovesi nella battaglia di Ponza, fatto prigioniero e condotto a Milano, viene inaspettatamente liberato dal Visconti e da Milano giunge alla Spezia sotto la scorta dal condottiero Niccolò Piccinino per dirigersi via mare alla sua base aragonese di Portovenere e poi tornare a Gaeta.
Genova coglie l'occasione per ribellarsi al dominio visconteo. La regione di Spezia è coinvolta nella reazione del 1436 condotta dal Visconti subendo le devastazioni operate dal suo condottiero Niccolò Piccinino.

In questa occasione è stato necessario demolire la Cattedrale di Santa Maria che, essendo all'esterno delle mura, non poteva essere sottratta al saccheggio.

La cattedrale sarà ricostruita più tardi, nel 1471, e protetta allargando appositamente la cinta muraria della città. Viene inoltre fondato l'Ospedale di Sant'Andrea (1480) alle spalle di Porta Biassa che, successivamente ingrandito nel 1673, rimarrà il ricovero per gli ammalati fino al 1804.
Nel 1437 il futuro doge Spinetta Fregoso è nominato governatore del Vicariato della Spezia avente come giurisdizione, oltre alla città, il circondario del golfo spezzino, l'importante e strategica Sarzana e la zona della Lunigiana dei marchesi Malaspina.
Il doge Raffaele Adorno concede ai cittadini di La Spezia di navigare liberamente fino alla Sicilia senza il pagamento di alcuna gabella e conferma l'antico privilegio della città della fabbricazione del sale.
Nel 1477 Antonio Biassa e Galeotto Fregoso sono nominati Commissari alla città. Raimondo Biassa, fratello di Antonio, è il nuovo castellano del Castello San Giorgio.
Nell'agosto 1455 il doge Pietro Fregoso nomina Vicario di Spezia suo cugino Lodovoco.
Al 1455 risale l'arrivo di frati francescani (della famiglia francescana degli Osservanti) che stabiliscono il loro primo convento e la Chiesa di San Francesco Grande nella località Sant'Erasmo nei pressi di Marola, ad occidente della città, nel luogo oggi occupato dall'Arsenale militare.
Nella seconda metà del secolo a Spezia tiene la sua bottega il pittore Giacomo Spinolotto (che si firma "Jacobus Spinolotus de Spedia") di cui rimane unica testimonianza il polittico, in origine nella Pieve di San Venerio e oggi in parte esposto nel Museo Diocesano (Madonna in trono col Bambino, 1476).

### La dominazione milanese
La seconda metà del Quattrocento vede a Genova una serrata competizione per la conquista del potere. Attori principali sono le famiglie degli Adorno e dei Fregoso.

Questi ultimi sono particolarmente potenti in Lunigiana e alla Spezia: molto spesso sarà infatti un Fregoso a detenere la carica di Capitano della Spezia in questo secolo e altrettanto spesso questi praticheranno una politica piuttosto aggressiva.
Nel 1448 l'allora Capitano Spinetta Fregoso instaurerà una sorta di guerra personale contro Spinetta Malaspina per il possesso di Carrara, riuscendo ad ottenerlo grazie all'intercessione del nipote Giano Fregoso allora doge di Genova.
Nel 1452 Antonio Biassa è responsabile delle fortificazioni di Portovenere e comanda un contingente di truppe genovesi in aiuto del duca di Milano contro Venezia.
Nel 1455  viene edificato l'Oratorio di San Bernardino ad opera dell'omonima Confraternita.

Sforza

Nel luglio 1461 il doge Spinetta Fregoso, costretto ad abdicare, è investito del Vicariato della Spezia.
La debolezza prodotta dalla continua anarchia finisce con portare il dominio nelle mani di Francesco Sforza.

Il 1463 segna l'inizio del dominio sforzesco su Genova e quindi anche sulla Spezia. Il duca Francesco Sforza si prodiga nel tentare di governare la Liguria con il consenso della popolazione, ma non altrettanto fa il figlio Galeazzo Maria Sforza che succede al padre alla sua morte nel 1466.

L'egemonia sforzesca comunque non modifica l'assetto istituzionale vigente e alla Spezia continua ad essere inviato un Capitano, che funge anche da Commissario per tutto il Levante Ligure (da Sestri Levante a Lerici).

I Capitani sforzeschi della Spezia, che non avevano un mandato a termine prestabilito, furono Giovanni Caimi (1465-1467), Giovanni Advocatus (1467-1471) e Percivalle Lampugnani (1471-1477). Quest'ultimo era fratello di Giovanni Andrea Lampugnani uno dei congiurati che assassinerà Galeazzo Maria nel 1476.
Il dominio milanese comporterà un periodo di sviluppo per la Spezia. I rapporti tra il Capitano spezzino e il Duca milanese saranno sempre cordiali e collaborativi.

Milano vedeva nella Spezia e nel suo golfo un caposaldo fondamentale per porre un limite all'espansionismo fiorentino della Signoria medicea, che nel 1468 aveva acquistato la vicina Sarzana. 

Ma anche gli stessi Fregoso, proprietari del borgo di Lerici, costituivano una costante minaccia per gli Sforza, che infatti nel 1469 ne assediarono il castello ponendo fine al loro dominio.

### L'arsenale sforzesco
La conquista Medicea di Sarzana fa della Spezia il confine meridionale e baluardo difensivo dei possedimenti milanesi. L'11 marzo 1468 il Capitano Johannes Advocatus informa il Duca di Milano che "tutti li cittadini de la Speza sono agitati et temono li fiorentini a Sarzana", questo nonostante l'alleanza che univa i due stati.

Galeazzo Maria Sforza decide dunque di fortificare il confine orientale dei domini genovesi e incarica il Capitano spezzino di preparare almeno due bombarde e di procurare grande quantità di polvere da sparo. Parte di questi approvvigionamenti serviranno per l'assedio del Castello di Moneta, piccolo borgo sulle alture carraresi appartenente ai Fregoso.
Queste operazioni militari determinano un aggravio del carico fiscale: il malcontento che serpeggia in città sfocia tra il 13 ed il 19 settembre in alcuni tumulti che vengono comunque sedati entro la fine del mese
Il 27 ottobre viene scoperta una congiura ordita dalla famiglia ponentina Del Carretto, attestata soprattutto a Savona e ad Albenga, contro il governo milanese. Anche la Spezia sembra inizialmente coinvolta nel disegno di rovesciare il potere sforzesco sulla riviera ligure, ma il Capitano Johannes Advocatus riuscirà con una serie di missive a convincere il governatore milanese di Genova Corrado da Fogliano della fedeltà del borgo, denunciando il 30 ottobre la fuga in Sardegna di alcuni rappresentanti della famiglia Del Carretto che pochi giorni prima erano arrivati alla Spezia.
Il duca Galeazzo Maria decide di allestire una nuova flotta sulla riviera ligure e, nella riviera di Levante, solo Chiavari e la Spezia vengono ritenute basi idonee per mantenervi il naviglio. Nel marzo 1472 alla Spezia iniziano dunque i lavori per la costruzione di un arsenale fortificato da una cinta di mura progettata dell'architetto Serafino Gavazzi da Lodi.

Delle quaranta galee di cui la flotta avrebbe dovuto essere composta, nell'aprile del 1473 ben dieci sono stanziate alla Spezia, quando l'arsenale è praticamente terminato e attorno ad esso vengono costruite le mura difensive.
(Giovanni Melzi, Lettera a Galeazzo Maria Sforza, 22 marzo 1473)

### La rivolta e l'abbandono dell'arsenale
Il 26 dicembre 1476 il duca Galeazzo Maria Sforza viene assassinato a Milano ed il potere passa nelle mani della moglie Bona di Savoia.

In poco tempo nei domini genovesi dilaga la rivolta. Alla Spezia in particolare la sollevazione arriva in un momento di vuoto di potere: il Capitano Percivalle Lampugnani infatti era stato rimosso dal suo incarico pochi giorni prima, poiché fratello di uno dei congiurati colpevoli dell'assassinio del duca.
La duchessa è costretta a rinunciare alla nomina sforzesca del Capitano della Spezia: il diritto di nomina ritorna di competenza genovese e viene nominato Giorgio Spinola.
La resa della guarnigione sforzesca, rifugiatasi all'interno della Bastia, avviene il 25 marzo 1477 e la notizia arriva alla duchessa tramite una lettera del Governatore di Pontremoli Amorato Torelli.
Da questo momento l'arsenale viene di fatto abbandonato dal governo genovese e le navi vi sono lasciate marcire, tanto che nel 1497 il castellano di Portofino farà richiesta a Ludovico il Moro di fargli dono di una "delle galee innavigabili della Spezia". Lo stesso arsenale verrà poi demolito nel XVI secolo per ricavarne pietrame per le mura cittadine.
Nel borgo la ribellione è guidata da membri della famiglia Biassa che, già fedele alleata degli Sforza, da questo momento acquisterà molto potere in città.

### L'ascesa dei Biassa

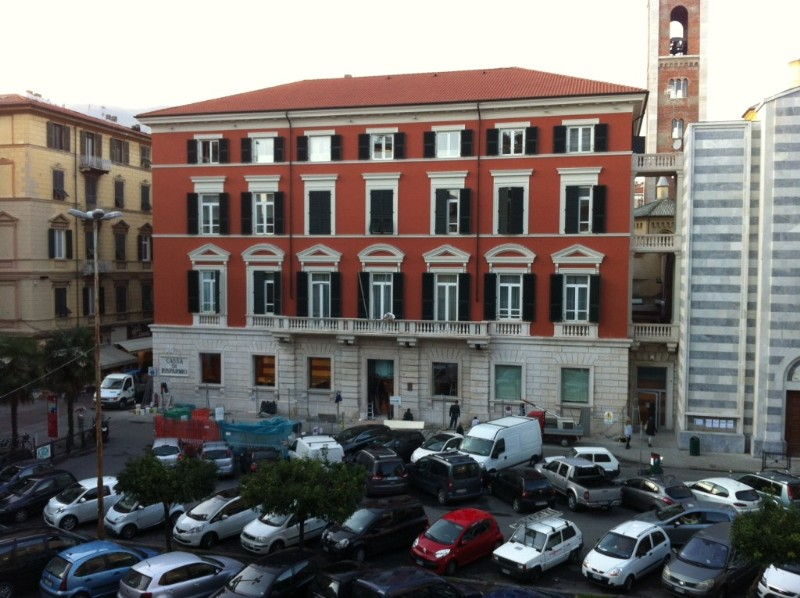
Palazzo Biassa

A guidare l'occupazione delle fortezze cittadine di San Giorgio e di Santa Caterina durante la rivolta antimilanese sono due fratelli, Gaspare e Baldassarre Biassa, esponenti della famiglia gentilizia locale.
Il 6 aprile 1477, dieci giorni dopo la resa delle truppe sforzesche, i due Biassa ricevono dai Capitani della libertà di Genova, in particolare da Ibleto Fieschi, l'ordine di radere al suolo le fortezze cittadine.

I due fratelli tuttavia rifiutano di eseguire l'ordine e anzi ne mantengono intatte le capacità difensive temendo un ritorno in forza delle forze ducali.
La decisione di disobbedire si rivelerà assennata per i nobili spezzini che, stabilito Prospero Adorno come Governatore genovese, il 19 aprile vengono assolti dall'accusa di tradimento nei confronti dello Stato e anzi diventarono Capitani del Vicariato della Spezia.

L'Italia nel 1494

Dal 1478 solo Gaspare rimane a capo del Vicariato ed è impegnato con le milizie cittadine a contrastare l'espansionismo fiorentino in Lunigiana, dove nel febbraio Firenze aveva acquistato il marchesato di Fivizzano e la Fortezza della Verrucola, in Val di Magra.

Il 3 settembre il doge Lodovico Fregoso lo invia a difendere una fortezza, in prossimità del confine con il territorio fiorentino, contro cui puntavano i loro assalti i nemici di Genova raccolti a Sarzana.
Ludovico il Moro, esiliato a Pisa da Bona di Savoia duchessa di Milano, muove su Spezia nel gennaio del 1479 con le forze aragonesi fornitegli dal re Ferdinando I di Napoli; a Spezia si riunisce con il fratello Sforza Maria e con Roberto Sanseverino, devasta il litorale toscano, il Genovesato e si dirige a Varese Ligure da dove raggiungerà Tortona per prendere il potere a Milano.
Nel 1489 Brizio Adorno, Capitano di Spedia, si trova a fronteggiare una rivolta dei cittadini contro Baldassarre Biassa per una disputa su diritti sull'uso dell'acqua..
Nel mese di luglio 1494 Gian Luigi Fieschi, benché ammalato, si fa portare alla Spezia per assicurarsi delle difese della città in previsione dell'attacco della flotta aragonese, su cui si trova suo fratello Ibleto, al Golfo di Spezia e a Portovenere.
Nell'autunno del 1496 l'imperatore Massimiliano I d'Asburgo transita in città in occasione della crisi politica prodotta da una rivolta pisana.

## XVI secolo
Tra il XVI ed il XVII secolo inizia il declino di Sarzana quale centro principale della Lunigiana, la vasta area che comprende, fra le altre, anche buona parte dei territori del Golfo e delle zone circostanti. 
Si profila infatti in modo evidente lo sviluppo della Spezia, che viene eretta a sede del Vicariato della riviera orientale da Pietra Corice a Capo Corvo.
L'importanza della città si rafforza fino al XVII secolo, quando lo sviluppo della regione, ormai consolidato, è destinato a mantenersi inalterato fino alle soglie dell'età industriale.
Nel luglio del 1507 Giovanni Biassa, figlio di Baldassarre e marchese di Goano, respinge un tentativo di sbarco nel golfo della Spezia compiuto dall'ammiraglio francese Prégeant de Bidoux.
Nell'aprile 1513 sette fuste barbaresche scorrono nel golfo della Spezia; i corsari scendono a terra e nel monte del Corvo rapiscono quattro uomini, ma Giovani Biassa preferisce evitare lo scontro.
I primi decenni del XVI secolo con alterne vicende vedono scacciata l'influenza francese su Genova e, con l'affermarsi della potenza imperiale di Carlo V, il ripristino dell'indipendenza della Repubblica Genovese.

Questo avvenne per iniziativa di Andrea Doria che, in previsione della rottura con il re di Francia Francesco I, era riparato alla Spezia ripartendone il 9 settembre 1528 con tredici galee e truppe da sbarco alla definitiva riconquista di Genova.
Negli anni '20 del secolo in varie località orientali del golfo è attivo lo scultore Domenico Gar detto il Franciosino.
Nel 1528 la Riviera di Levante è flagellata da una nuova epidemia di peste.
Nell'autunno del 1533 il papa Clemente VII, di ritorno da Marsiglia dove si era recato per accompagnare la nipote Caterina de Medici, fa sosta in città ed il pittore spezzino Antonio da Carpena è incaricato di dipingere stemmi e decorazioni in omaggio al Pontefice.
Intorno al 1535 Agostino Giustiniani, un nobile domenicano, calcola una popolazione di circa 4 500 abitanti.

Nella primavera del 1535 accade una rivolta e alcuni spezzini uccidono dei marinai di una nave spagnola. Il doge Cristoforo Grimaldi Rosso condanna i cittadini al pagamento di cento scudi d'oro per capita, ad esclusione di donne, giovani minori di quindici anni ed anziani sopra i settant'anni.
Nel 1538 il nuovo papa Paolo III con il suo seguito è in città diretto a Nizza per comporvi la pace tra Carlo V e Francesco I; al suo ritorno è accolto da Giovanfrancesco Pogliasca, vescovo di Luni e Sarzana.

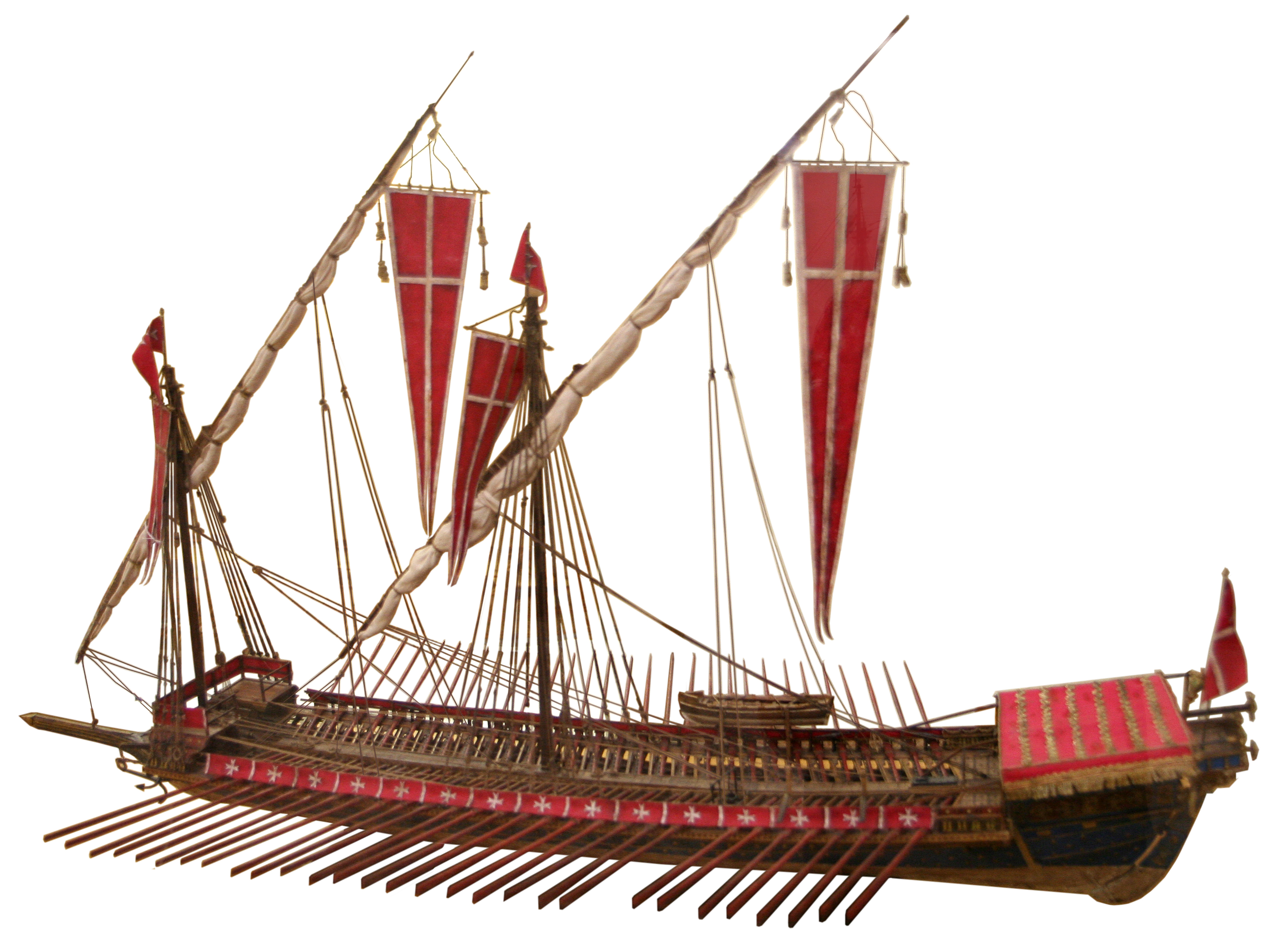
Modello di galea sottile

Nel 1539 i cittadini di Spezia ottengono dal governo genovese il permesso di demolire i resti dell'arsenale sforzesco e di usarne le pietre per rafforzare le mura di cinta.
I predoni turchi, fomentati anche dal re di Francia Francesco I contro il suo rivale Carlo V, comportano continui e gravi danni alle popolazioni e ai commerci costieri del Tirreno.
Nel tentativo di eliminarli, nell'autunno del 1541 l'imperatore Carlo V raduna nel porto spezzino un contingente della flotta destinata alla sfortunata spedizione contro la base ottomana di Algeri ed il pirata Barbarossa.
Nel mese di luglio 1545 il pirata Dragut, reduce da una campagna di razzie alle Cinque Terre, attracca nel Golfo della Spezia in attesa di ottenere il riscatto per i prigionieri che aveva rapito.
Intorno alla metà del secolo nasce il pittore Francesco Spezzino che sarà attivo in Genova.

Negli stessi anni viene eretto il Convento dei Frati minori sul colle che da essi prenderà il nome di colle dei Cappuccini.

Nel 1560 ha inizio la costruzione della fortezza di S. Maria nei pressi del Varignano a difesa dalle continue incursioni dei pirati turcheschi.
Nell'estate del 1565 i predoni magrebini compiono un ennesimo rapimento nel facile approdo di Migliarina.
Nel 1568 varie località del Golfo sono colpite da un'epidemia di peste.

Nel 1570 Gerolamo Assereto, futuro Doge della Repubblica di Genova, è nominato Capitano del Castello di San Giorgio.
Ai primi di agosto dell'anno 1571 una flotta di ottanta galee spagnole, al comando di don Giovanni d'Austria, si pone alla fonda nel porto della Spezia, in attesa di unirsi al contingente delle altre galee messe a disposizione dalla Repubblica di Genova e dal Duca di Savoia.
Nel golfo spezzino vengono anche imbarcati soldati tedeschi e un piccolo esercito di quattrocento uomini del duca di Parma, Alessandro Farnese.
Il 4 agosto la flotta riprende il mare diretta a Messina, per unirsi alle centocinque galee veneziane, alle dodici pontificie e a quelle dei Doria, dei Cavalieri di Malta e degli alleati minori.
L'intera flotta, in tutto duecentosette unità, si dirigerà quindi in Grecia per affrontare quella turca nella battaglia di Lepanto (7 ottobre 1571).
Per ringraziare della protezione dalla nuova pestilenza, nel 1576 viene collocata la statua di San Rocco al sommo di una colonna eretta nella piazza pubblica presso il Palazzo Comunale. La colonna (oggi collocata a lato della facciata della Chiesa dell'Assunta) sosteneva un più antico capitello, del 1489, sul quale era scolpito lo stemma cittadino e su di essa venivano affisse le liste dei creditori e debitori della Repubblica.

Permangono irrisolte le secolari difficoltà di comunicazione via terra con Genova.
Tra il 1581 e il 1583 in Vaticano viene affrescata la Galleria delle carte geografiche: nella carta della Liguria compare la città di "Spezza".
Nel 1584 Capitano della Spezia  è Lorenzo Lomellini, patrizio genovese.
Già a fine secolo s'insedia l'ordine monastico delle Clarisse, che poi aprirà il suo Convento sul Poggio nel 1648.
Gregorio Cadamartori effettua un'ispezione alle fortificazioni del golfo spezzino e ne riferisce in una relazione al doge Davide Vaccari.

## XVII secolo
Il secolo XVII, come anche sarà il successivo, segna un periodo di stasi economica e demografica.
La stagnazione è conseguenza del rigido protezionismo economico imposto dalla Repubblica genovese, sempre meno occupata con i traffici e le imprese sui mari e sempre più ripiegata sulle attività finanziarie.

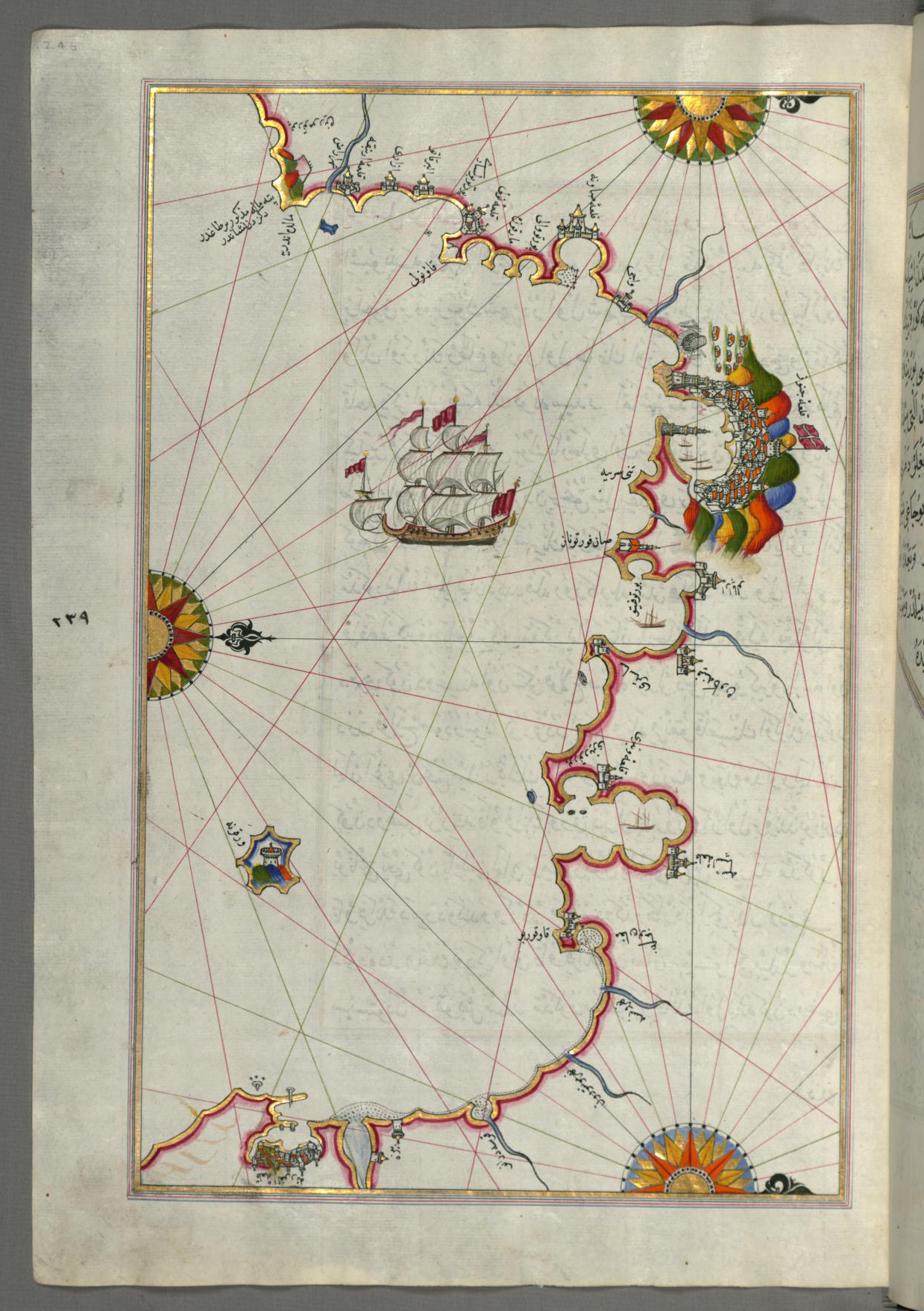
Carta nautica ottomana della costa da Pisa a Porto Maurizio
XVII secolo

Nel 1605 Filippo III di Spagna avanza pretese sulla Lunigiana e in particolare su La Spezia ed il suo golfo, per garantirsi qui una base per la diretta comunicazione via mare fra la Spagna e il Ducato di Milano e il Regno di Napoli.
La Repubblica genovese si oppone e, nel 1606, provvede ad ingrandire il Castello San Giorgio ordinando la costruzione di un nuovo corpo a levante del vecchio e fuori dalle mura, per adeguarlo alla potenza distruttiva delle nuove armi da fuoco (a memoria di questi lavori rimane una lapide murata sulla porta del castello, 1607).

Inoltre viene realizzato un collegamento coperto tra il Castello e la vicina Bastia, a sua volta ulteriormente fortificata.
Sempre nel 1607, le mura urbane vengono ampliate e rafforzate estendendone il perimetro.
Nell'intento di predisporre un potente baluardo nell'estremo levante del proprio territorio. Genova procede anche al potenziamento delle fortificazioni esistenti e all'edificazione di nuove nel Golfo. 
Sulla costa occidentale: la Fortezza di Santa Maria (1607), la Torre di San Gerolamo, la Torre di SantAndrea nella località del Pezzino,  e la Torre Scola. 
Sulla costa orientale: la Torre dell'Ocapelata (o di Santa Teresa). 

In questa occasione vengono anche rafforzate le mura difensive di Porto Venere e viene eretta la torre esagonale sull'isola del Tino .
Si sviluppa così un sistema di fortificazioni per la difesa marina del litorale che non ha precedenti in Liguria.
Un censimento indetto nel 1607 dal governo genovese attesta la presenza di 6 022 abitanti.
Nel 1608 Federico De Franchi Toso, futuro doge genovese, è Provvisore del vino e Sindacatore della Riviera di Levante con incarichi annonari sulla produzione ed il commercio dei vini.

Qualche anno più tardi un altro futuro doge, Agostino Centurione, è nominato Sindacatore della Riviera di Levante per operare contro il brigantaggio.
Nel 1629 anche la Liguria è toccata dalla pestilenza.
Nonostante le restrizioni genovesi al commercio La Spezia del Seicento è una città vivace: nel 1646 si contano un centinaio di botteghe, una quindicina di forni, e altre attività commerciali, distribuite soprattutto lungo la via del Prione.

La città gode di nuovi ampliamenti e l'antico Palazzo del Comune (eretto nel 1420 e sede del Capitano) viene rinnovato.
Per fornire nuovo impulso ai mercati ed ai commerci nel 1654 la Repubblica decide di consentire agli ebrei di stabilirsi in città Nello stesso anno San Giuseppe diventa il patrono della Spezia e viene istituita l'annuale fiera.
Nel 1656 in tutta la Liguria si verifica un'ennesima e terribile epidemia di peste.
Continua il declino della Repubblica genovese che, nel 1684, subisce un bombardamento di Genova da parte della flotta di Luigi XIV.

## XVIII secolo
In città permane la situazione di declino economico e demografico (si contano circa 3.000 abitanti).
Nel 1724, per iniziativa di Giacomo Maria Brignole, il governo della Repubblica genovese dispone la costruzione al Varignano di un Lazzaretto per la quarantena delle merci e delle persone.
Nel corso del suo viaggio in Italia, nel novembre del 1728 Montesquieu visita la città ed è affascinato dal suo porto e dal golfo che descrive nel suo resoconto di viaggio.
Nel corso della Guerra di successione polacca, nel novembre del 1733, la città vede lo sbarco di truppe spagnole al comando di Francesco Eboli dirette all'assedio della guarnigione austriaca della fortezza di Aulla.
A metà del secolo scoppia la Guerra di successione austriaca Genova e la Liguria sono coinvolte nelle sue varie vicende: nel 1748 gli austriaci, già cacciati da Genova dalla rivolta, minacciano La Spezia per farvi ritorno attraverso la Riviera di Levante, ma la Repubblica genovese predispone ulteriori rafforzamenti in opere ed armi.
L'importanza della città è ormai cresciuta nel tempo anche grazie alla funzione di caposaldo militare svolta dal suo Golfo: così, con ordinanza datata 30 aprile 1757, il Governo genovese decide di sostituirvi la figura del Capitano con quella di Governatore della Spezia.
Il primo Governatore è Gio Batta Raggi, che assume il titolo il 1º maggio dello stesso anno, giorno in cui i Capitani solevano assumere la carica.
Nel 1785 il giovane Nelson fa sosta nel porto spezzino e ne considera le potenzialità come base navale.
Le carte geografiche di fine Settecento rivelano La Spezia alla vigilia delle grandi trasformazioni del secolo successivo: la città è poco più di un borgo, chiusa nelle sue mura che fanno capo al Forte San Giorgio; il rapporto con il mare è minimo, senza opere importanti per gli approdi del porto, mentre è sviluppato il settore agricolo, ricco di canalizzazioni nella piana occidentale. Tra le mura e il mare vi sono molti acquitrini.
Ma con il volgere del secolo sono ormai alle porte i rivolgimenti portati dalla Rivoluzione francese.

Repubblica Ligure
1797-1805

Allo scoppio delle Guerre rivoluzionarie francesi, dal 1793 il Mar Ligure, Genova e La Spezia sono teatro di scontri tra le flotte alleate anglo napoletane e quella francese rivoluzionaria, dall'incursione inglese a Genova e alla Spezia fino alla Battaglia di Genova (1795). Predate in questa battaglia due navi francesi, la Ça Ira e la Censeur, sono rimorchiate nel porto della Spezia insieme a seicento marinai francesi prigionieri.
La Spezia è tra le basi di appoggio della flotta inglese dell'ammiraglio William Hotham (al comando della nave Agamemnon è Horatio Nelson). 
Nel 1797, a conclusione della campagna d'Italia, Napoleone Bonaparte dichiara decaduta la storica Repubblica di Genova. Viene innalzato l'albero della libertà, segno dell'affrancamento da Genova, e la Spezia entra a far parte della Repubblica ligure come capoluogo del Dipartimento del Golfo di Venere.

I conventi di Sant’Agostino, San Francesco e delle Clarisse di Santa Cecilia, espulsi i religiosi, sono trasformati in caserme ed edifici civili.
Nello stesso anno lo spezzino Marco Antonio Federici diventa Vicepresidente del Governo della Repubblica ligure e nel 1798 Ministro di Guerra e Marina.
Nel corso della Seconda coalizione antifrancese la riviera di Levante è occupata dalle truppe anglo-austro-russe (maggio 1799).

## Il XIX secolo
Nel 1802 la Repubblica Ligure indice un censimento da cui risulta che il numero complessivo degli abitanti è di 7 263 unità, di cui 3.102 nella sola città murata della Spezia e 4.161 nelle frazioni.

Il periodo napoleonico: suddivisione politica della penisola italiana nel 1810, dopo il Trattato di Schönbrunn

Nel 1805 la Repubblica Ligure viene annessa all'Impero Francese. La Spezia viene inserita nel Dipartimento degli Appennini, con capoluogo Chiavari, nella Circoscrizione di Sarzana. 
L'economia ligure è asservita agli interessi francesi; nei documenti ufficiali liguri è imposta la lingua francese.
Nel 1806 venne creato il Commissariato di Marina che riunisce mille uomini tramite la leva di mare. 
Napoleone è consapevole dell'importanza strategica della città e la eleva al rango di sede di Distretto: la Spezia viene dichiarata Porto militare con decreto imperiale in data 11 maggio 1808; nella stessa data il Lazzaretto del Varignano passa al servizio della Marina da Guerra francese che vi installa la sede del Comando Militare del golfo.
Le cronache riferiscono che nella mattina del 4 luglio 1809 la città è ciclicamente invasa dall'acqua marina.
Il 9 luglio 1809 Papa Pio VII, arrestato a Roma,  giunge prigioniero a Spezia e pernotta in palazzo Federici; diretto all'esilio di Savona il pontefice proseguirà attraverso il passo del Bracco.
Nel settembre 1811 viene aperta la strada che collega La Spezia a Sarzana.
Il sottoprefetto e patriota Santorre di Santarosa pensa già anche di costruire di un arsenale e, in previsione dell'opera, nel 1812 viene aperta la strada Napoleonica di Portovenere.
Nella campagna d'Italia della Sesta coalizione antifrancese un contingente anglo-borbonico riesce a raggiungere La Spezia prima di essere costretto a ritirarsi (dicembre 1813).
Come in molte altre città d'Italia, anche i tesori artistici della Spezia sono stati preda delle spoliazioni napoleoniche: nel 1814 la celebre ancona in terracotta invetriata, opera di Andrea della Robbia, è requisita e trasferita in Francia (solo alla caduta di Napoleone verrà recuperata da Canova e oggi è collocata nella Chiesa di S.Maria Assunta).
Ma nel 1814 la città è ormai coinvolta dalle operazioni in Liguria nel quadro della campagna italiana della Sesta coalizione: truppe austriache provengono da Sarzana e, il 25-26 marzo, La Spezia e le località del golfo sono occupate dalle forze comandate dagli ammiragli britannici Henry Tucker Montresor e Josias Rowley, mentre la guarnigione francese, comandata dal generale Jean Victor Rouyer, si ritira. 
Dopo la conquista della città, il generale William Bentinck ne nomina governatore il marchese Grimaldo Oldoini mentre gli abitanti formano un consiglio provvisorio guidato dal conte Giovanni Federici per gestire l'amministrazione. 
In questi giorni La Spezia è quindi parte dell'effimera Repubblica Genovese del 1814.

La Torre di San Gerolamo (o Forte di San Gerolamo) a Cadimare è minata dalle forze inglesi (5 aprile 1814).

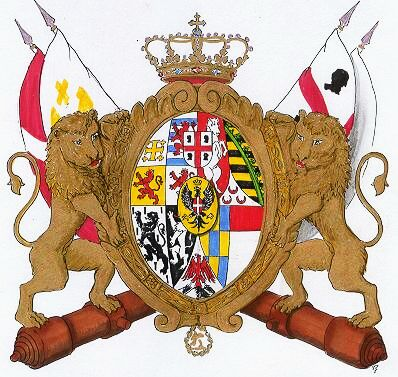
Regno di Sardegna

Caduto definitivamente l'Impero napoleonico segue la Restaurazione: la Liguria viene annessa al Regno di Sardegna di Vittorio Emanuele I (4 gennaio 1815) e la Spezia diventa sede dell'Intendenza della Provincia di Levante (che più tardi, nel 1859, diventerà Circondario di Levante).
Nel 1823, per volere di re Carlo Felice, viene terminato il tratto della carrozzabile Aurelia che collega agevolmente la città a Genova. Negli stessi anni Maria Luigia, duchessa di Parma, realizza la strada della Cisa. Questi moderni collegamenti stradali, l'uno con Genova ed il Piemonte, l'altro con l'Emilia e la Lombardia, rimuovono finalmente il secolare isolamento orografico del territorio spezzino e ne favoriscono le potenzialità di sviluppo portuale ed il turismo. 
Un segnale viene dalla crescita demografica che registra un incremento della popolazione della città che, da poco più di 4 000 unità nel 1832, passa ai 6 000 abitanti nel 1850.
Nel 1825 viene pianificata la realizzazione di una porzione di parco tra il centro città e l’arenile, il giardino tuttora detto il Boschetto.
Ha inizio un primo sviluppo come località di villeggiatura balneare e poi come centro marittimo. In questi anni di crescita demografica la città, divenuta capoluogo nel 1823, inizia un'attività edificatoria di opere pubbliche: il Teatro Civico, progettato da Ippolito Cremona, viene inaugurato nel 1846.
I nuovi collegamenti stradali non solo rendono più facile il trasporto di merci, ma anche più comodo il viaggio a turisti e intellettuali: Alphonse de Lamartine descrive il suo viaggio in carrozza da Genova a La Spezia nel 1826.  Nel 1827 vi transita Alessandro Manzoni con tutta la famiglia, proveniente da Genova e diretto a Firenze. Pochi anni dopo, in viaggio in Italia, giunge August von Goethe, scrittore figlio del poeta tedesco. 

Nel 1826 i pittori tedeschi Hohe e Rottmann arrivano a Spezia e dipingono vedute del golfo, nel 1828 anche il pittore tedesco Schilbach passa in città e ne trae materiale per i suoi dipinti; nel 1833 giunge Rottmann che esegue una splendida sintetica veduta della città. Nel 1834 anche Camille Corot è alla Spezia e ne riporta un'impressione mattutina dalla spiaggia. Qualche anno più tardi, nel 1841, arriva il paesaggista tedesco Carl Morgenstern. 

Tra i viaggiatori britannici sono Benjamin Disraeli, lo scrittore Kingston, la scienziata e matematica scozzese Mary Somerville. 
Nel 1844 Charles Dickens soggiorna in città durante il suo viaggio in Italia.
Negli stessi anni arrivano i pittori tedeschi Achenbach e Fries.
Nel 1842 viene fondata la Cassa di Risparmio, prima di molte altre analoghe iniziative.

Nel 1845 viene costruita la prima sede dell'Albergo Croce di Malta che, dal 1853, ripetutamente ospiterà anche la regina di Sardegna Maria Adelaide e la famiglia reale.
Giuseppe Garibaldi, dopo la caduta della Repubblica Romana, il 5 settembre 1849 viene accolto in città e protetto da un patriota.
Nel 1851 lo scrittore irlandese Charles James Lever decide di vivere a Spezia dove eserciterà anche la funzione di console britannico.

Nel settembre del 1853 Richard Wagner, in viaggio in Italia, sbarca alla Spezia e ne trae ispirazione per la sua musica.
Nel 1859, sul luogo dove nel XVI secolo era il Tribunale ecclesiastico, viene istituito in Tribunale Militare Marittimo.
Il Governo piemontese aveva preso la prima decisione di costruire alla Spezia l'Arsenale già nel 1849.
Questa decisione darà l'avvio ad un profondo e radicale cambiamento della città sotto ogni punto di vista. I lavori dureranno dal 1862 al 1869.

Regno d'Italia

A seguito della forte immigrazione indotta dai lavori dell'Arsenale, la città, che nel 1861 alla proclamazione del Regno d'Italia assommava poco più di 15 000 persone, vedrà aumentare rapidamente la sua popolazione.
Altra immigrazione consegue dall'arrivo in città delle famiglie del personale militare stanziato nella nuova base navale.

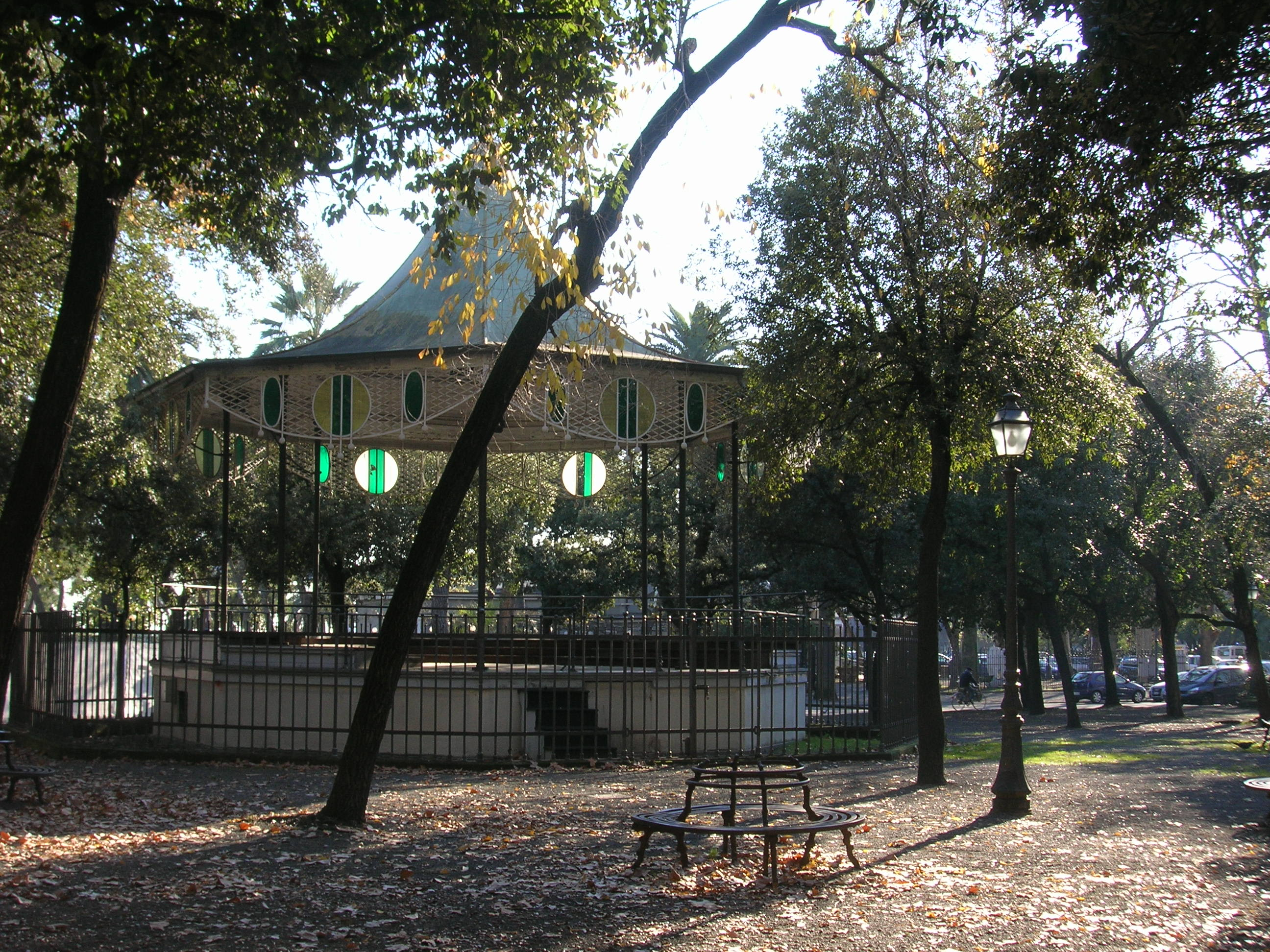
Palco della Musica (XIX secolo)

Il 2 settembre 1862 Garibaldi, ferito all'Aspromonte, è condotto al forte del Varignano
Il Comune nel 1866 acquista all'Esposizione Universale di Torino la struttura del Palco della Musica e la installa nel Giardino del Boschetto. Negli stessi anni la scrittrice romena Dora d'Istria visita la città e la descrive in un articolo pubblicato a Parigi corredato da importanti storiche illustrazioni dei luoghi e dei costumi del popolo.
Nel 1870 viene steso un piano regolatore per adeguare lo sviluppo della città alle nuove necessità conseguenti alla costruzione dell'Arsenale appena terminato: vengono tracciati nuovi viali e si programma l'espansione della città verso levante. 

Alla fine del 1871 viene fondata la Banca di Spezia, istituto bancario che emise anche una propria carta moneta divisionale.
Per tutelare gli approdi nel golfo viene anche eretta l'imponente diga foranea (1873-1879)

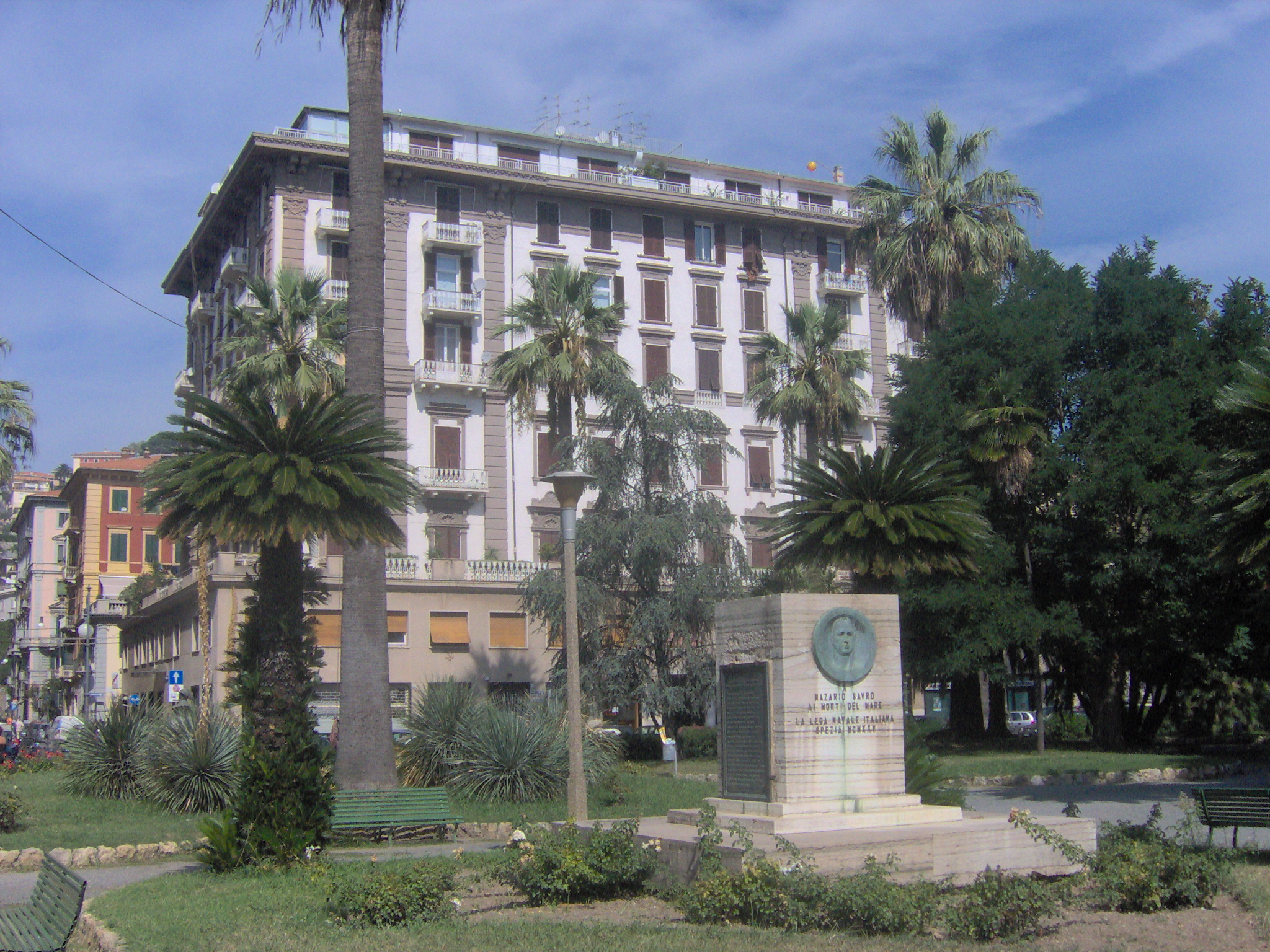
L'ex Hotel Croce di Malta, (1873)
e il monumento a Nazario Sauro

Negli stessi anni vengono costruiti la nuova e ultima sede dell'Albergo Croce di Malta (1873) ed il Politeama Duca di Genova (1877-1880). Nel 1874 trova completamento la linea ferroviaria che collega la città a Genova e a Pisa.
A difesa della città e del suo Arsenale, del Golfo e della diga foranea nell'ultimo ventennio del XIX secolo viene edificata una cinta di mura ed un sistema di Forti e di batterie di artiglieria in varie località del golfo. Questo articolato complesso di postazioni costituisce tuttora uno dei sistemi costieri fortificati più vasti d'Italia.

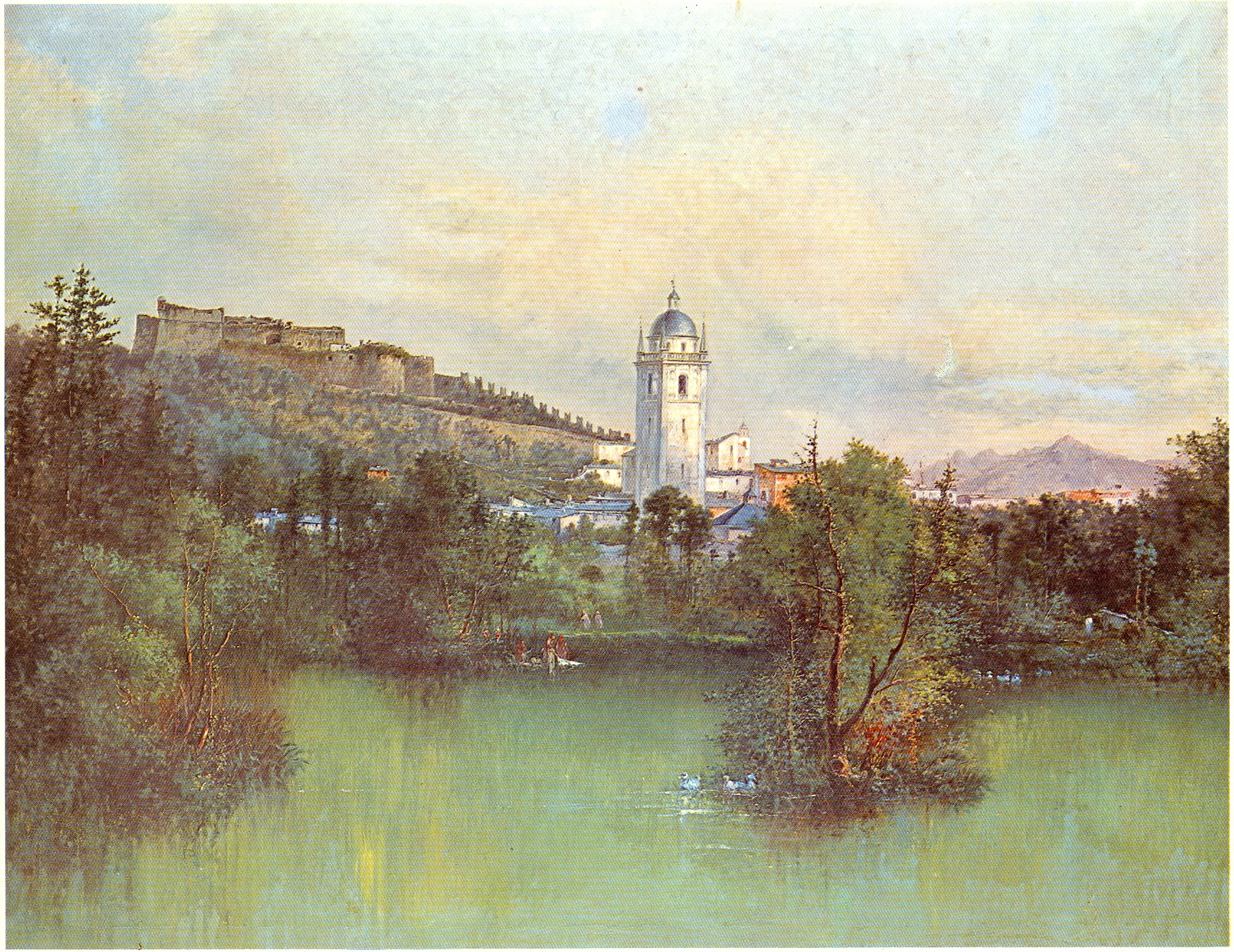
Agostino Fossati
La Spezia a fine Ottocento: il Castello San Giorgio, il campanile di Santa Maria e il lago Sprugola in primo piano

Arrivano e dipingono vedute il pittore inglese Lear, l'americano Newman, il tedesco Thoma . Il compositore tedesco Adolphe Gutmann, allievo prediletto di Chopin, si stabilisce in città nel 1880. Nel 1882 il poeta Severino Ferrari si stabilisce in città dove insegna nel Liceo Costa.
La popolazione arriva a contare circa 37 000 abitanti poco prima del 1884, anno in cui la città, come il resto d'Italia, è colpita da una grave epidemia di colera.
Per ragioni sociali, oltre che sanitarie, viene edificato il quartiere Umbertino (1886-1889) per la manodopera richiamata in città per i lavori dell'Arsenale e per quelli relativi alle opere di fortificazione del golfo.
Nel 1886 viene istituita la Regia scuola di arti e mestieri per la formazione di artigiani ebanisti e intagliatori, decoratori e carpentieri.
Nel 1887 si dà l'avvio all'industria della mitilicoltura nel Golfo, a cui più tardi seguirà anche l'allevamento di ostriche.
Viene presa l'importante decisione di costruire anche il porto mercantile ed i lavori hanno inizio nel 1891.
Viene anche aperta la linea ferroviaria che collega la Spezia a Parma, conosciuta come Ferrovia Pontremolese.

A fine secolo il Comune costruisce la prima officina elettrica, a Valdellora, per l'illuminazione pubblica e privata e avvia una rete di trasporto pubblico.
Nel mese di settembre del 1889, a bordo del suo panfilo Bel Ami, giunge alla Spezia Guy de Maupassant; all'apice della sua fortuna letteraria lo scrittore lasciava Parigi e la Francia perché “annoiato dalla Tour Eiffel".
Nel mese di luglio 1897 Guglielmo Marconi dà prova nel golfo dei suoi esperimenti sulle onde radio.
Iniziano gli anni della Belle époque che vedono la città crescere ed arricchirsi di belle architetture opera degli architetti Fortunato Zanazzo, Cesare Bertonati, i Piaggio (Carlo con i figli Gerolamo e Ciro), i Bacigalupi (Vincenzo ed il figlio Gino).

Il forte e innovativo sviluppo cittadino di fine secolo viene descritto da Henry James nel suo libro Italian Hours.

### La costruzione dell'Arsenale
Per tutto il XIX secolo la città conserva anche un carattere fortemente turistico, ed è spesso sede delle vacanze della Famiglia reale sabauda, che soleva risiedere presso l'albergo Croce di Malta.

Ma è verso la seconda metà dell'Ottocento che la Spezia modifica il suo aspetto di piccola città cinta di mura, assumendo il rango di capitale militare marittima, con trasformazioni sociali ed economiche che faranno passare la città da piccolo borgo con circa 11 000 abitanti alle attuali dimensioni di capoluogo di provincia.

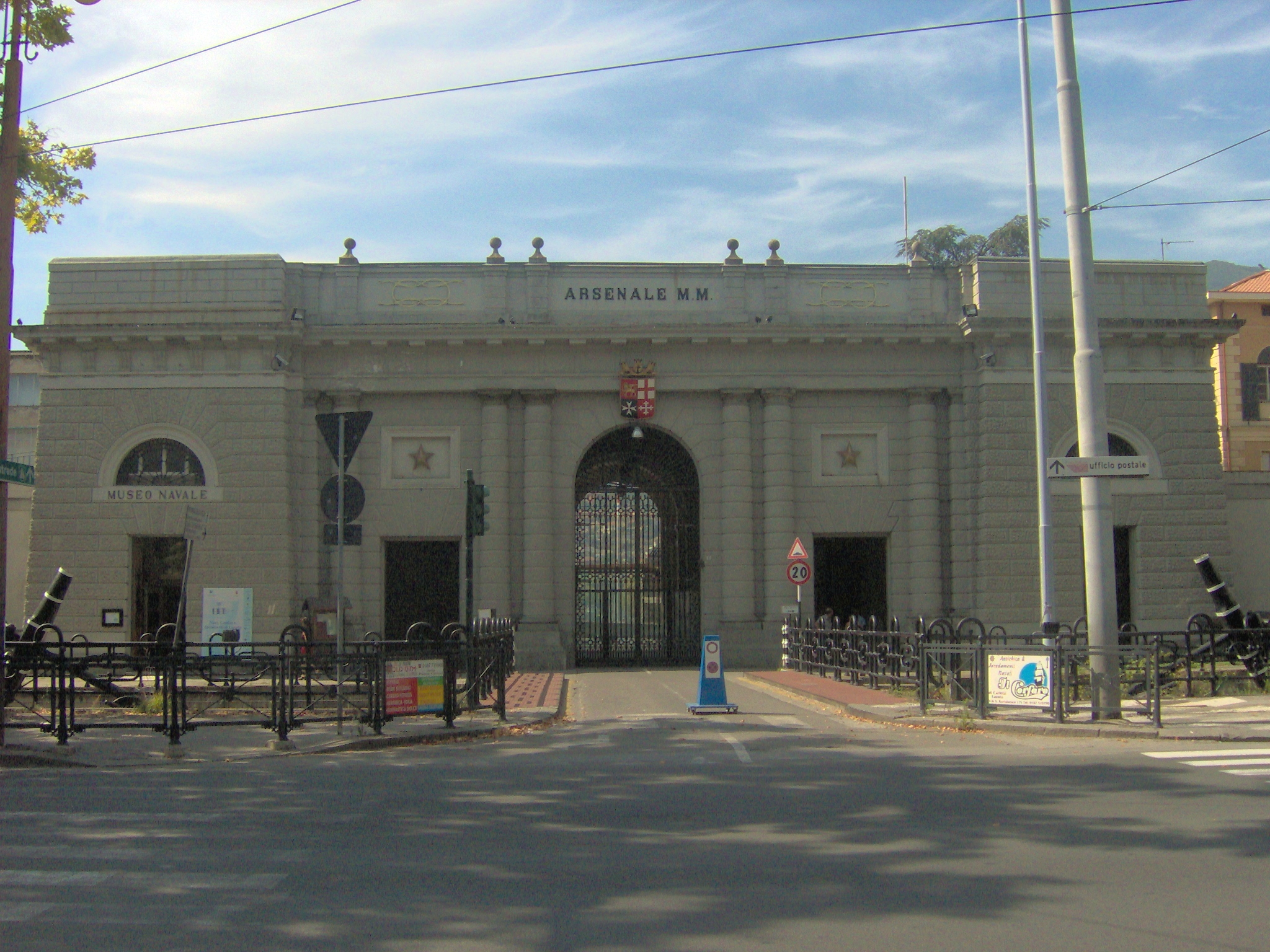
L'ingresso dell'Arsenale

Con regio decreto del 30 maggio 1849 venne decisa la costruzione dell'Arsenale Militare Marittimo: la legge che approvò la definitiva collocazione dell'Arsenale Militare alla Spezia fu promulgata dal Parlamento Subalpino il 4 luglio 1857.
Nel 1862 iniziano i lavori per la costruzione dell'Arsenale, che già immaginato da Napoleone, inizia a tradursi in realtà per la volontà di Cavour.
Domenico Chiodo, Ufficiale del Genio Militare, è incaricato della direzione del progetto del nuovo stabilimento.
Chiodo si avvale della consulenza di Rendel, Presidente della Società degli Ingegneri Civili d'Inghilterra, ma, contrariamente all'opinione di quest'ultimo, favorevole alla costruzione dell'Arsenale al Varignano, dà avvio ai lavori sulla piana di San Vito presso Marola.
I lavori si protraggono per sette anni, e l'Arsenale viene inaugurato, ancora incompleto, il 28 agosto 1869 dallo stesso generale Domenico Chiodo.
Con la costruzione dell'Arsenale la città mutò completamente aspetto: scomparvero le mura, furono demolite le antiche chiese che sorgevano nella zona che l'Arsenale avrebbe occupato (sopravvive solo la chiesa di S.Francesco grande, con annesso convento, oggi caserma dei Carabinieri e deposito rottami all'interno dell'area militare). Venne raso al suolo il paesino di San Vito e distrutta la passeggiata a mare che lo univa alla Spezia (Viale San Vito o Viale delle Acacie). Furono realizzati nuove arterie urbane come i rettilinei di Viale Italia e Viale Garibaldi (ai tempi Via Militare) e i Giardini pubblici.

Vi fu un rapido sviluppo economico insieme ad un notevole incremento demografico: la popolazione raggiunse le 31 500 unità nel 1881 e le 60 000 unità a fine secolo.

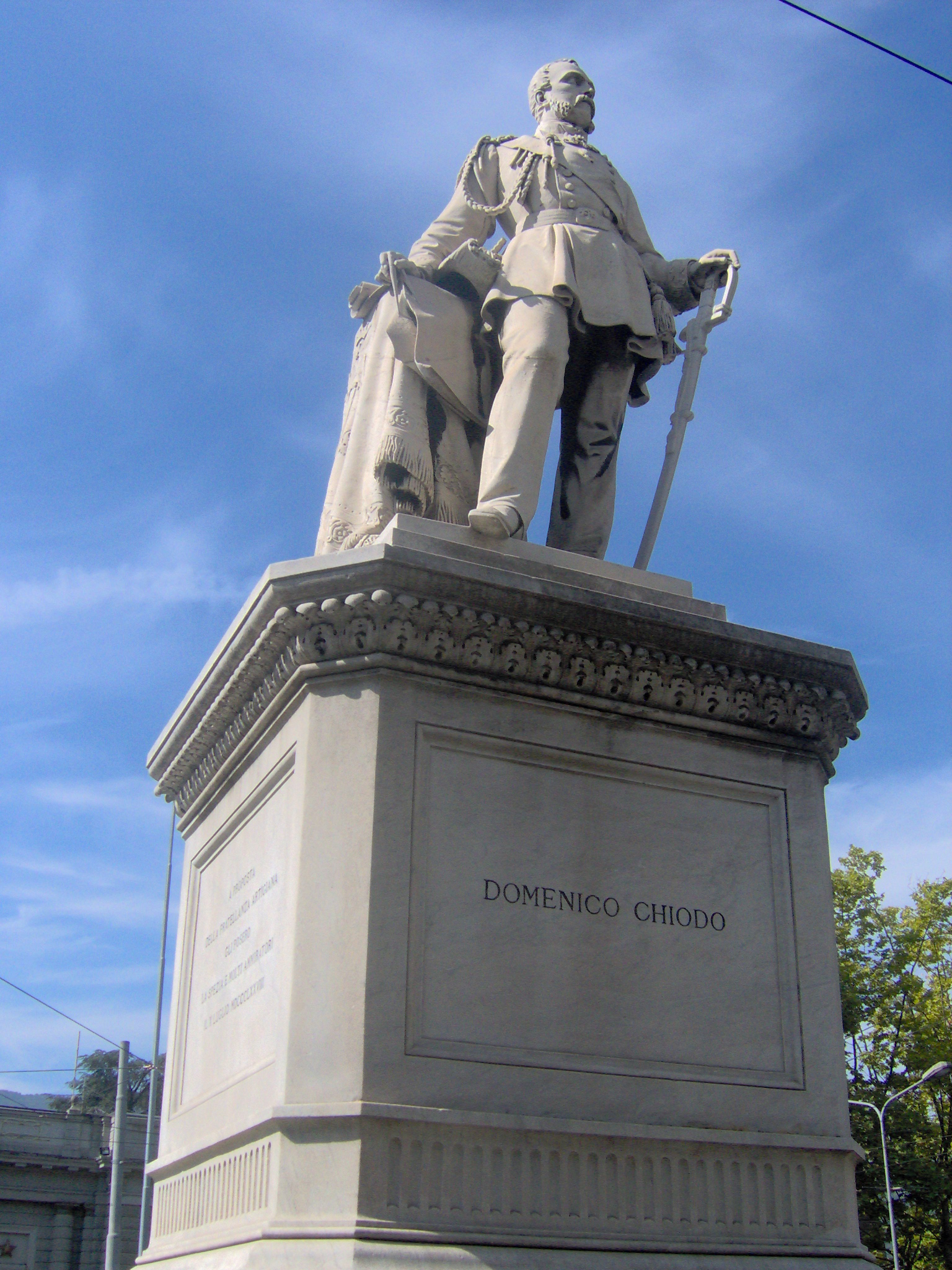
Santo Varni
Monumento a Domenico Chiodo, 1878

L'Arsenale fu separato dalla città da un fossato ottenuto deviando il corso del canale Lagora, e da un muro di cinta con delle torri semicircolari (doveva essere poi costruito un altro muro di cinta per sicurezza, ma l'opera non si fece): tale muro fu costruito, nella parte superiore, sopra il cosiddetto marcapiano, con pietre irregolari di arenaria ricavato dalle cave di Biassa, mentre la parte inferiore venne costruita in conci di pietra portoro, a tratti bugnati, proveniente dalle cave di Coregna.
Sei sono le porte: la Porta Principale, Porta Sprugola, Porta Ospedale, Porta Ferrovia, Porta Ponente e Porta Marola.
Nel 2002 gli edifici che risalgono alla originaria costruzione di Chiodo sono stati sottoposti a vincolo di tutela monumentale.
La manodopera necessaria alla realizzazione di questa imponente opera richiamò alla Spezia, sia dalle zone limitrofe sia da ogni parte di Italia, un gran numero lavoratori seguiti dalle rispettive famiglie comportando una mescolanza di origini e di culture. Il numero di abitanti della città crebbe notevolmente e, dopo l'epidemia di colera del 1884 che colpì duramente la città e in occasione della quale perse la vita lo stesso sindaco Raffaele De Nobili, venne edificato il quartiere Umbertino; si aggiungono anche notevoli edifici pubblici, l'albergo Croce di Malta e il Teatro Politeama.
Contemporaneamente all'Arsenale viene edificato un sistema di fortificazioni sulle alture del Golfo e nelle zone circostanti, e nascono importanti industrie legate all'indotto militare, quali l'Odero-Terni-Orlando ed il Cantiere navale del Muggiano. Anche il porto mercantile cittadino riceve un forte impulso allo sviluppo, anche grazie ai nuovi collegamenti stradali e ferroviari.
Nascono anche industrie come lo Jutificio della Spezia ed i Molini Merello.
L'Arsenale è stato teatro di progresso tecnico della navigazione e delle comunicazioni: infatti qui, a cura del generale del Genio Navale Giacinto Pullino, negli anni novanta del XIX secolo, fu progettato e costruito il primo sottomarino italiano, il Delfino, battello che nel 1904 fu poi radicalmente modificato in sommergibile con un progetto del Maggiore Cesare Laurenti; qui furono costruiti anche aerei e idrovolanti. E ancora qui Guglielmo Marconi condusse molti dei suoi esperimenti sulle onde radio.

## Il XX secolo
Nel 1901 la Spezia conta circa 73 000 abitanti e attraversa un periodo di forte crescita demografica ed economica.
Grazie al rapido ed intenso sviluppo civile e industriale nel corso dei decenni precedenti, il nuovo secolo si apre per la città anche con il fiorire di un'attività culturale molto vivace, aperta alla modernità e alle nuove correnti artistiche.

Ha luogo così una diffusa fioritura, promossa e finanziata dalla nuova borghesia imprenditoriale, di un'edilizia eclettica e floreale che, dall'ultimo decennio del XIX agli anni venti del XX secolo, produrrà un centinaio di notevoli palazzi liberty, sia nel centro storico della città che sui colli circostanti.
Nel 1902 viene istituita la Camera di Commercio e viene inaugurata la rete tranviaria; il 1904 vede la stesura di un nuovo piano regolatore e l'inizio del nuovo Ospedale Sant'Andrea in sostituzione di quello antico ubicato nell'ex convento di S. Francesco.

Nel 1906 in Palazzo Crozza trova sede la Biblioteca Civica; nello stesso anno viene fondata la società cittadina Spezia Calcio 1906.
Nel 1907 l'architetto Vincenzo Bacigalupi vi erige un nuovo teatro, il Trianon, piccola raffinata sala teatrale ricca di sculture, affreschi, velluti e stucchi, pregevole al punto da meritare un premio internazionale di architettura.
Lo scrittore Ettore Cozzani, nel 1911 vi fonda L'Eroica, periodico futurista al quale collaborano letterati e giovani artisti, importante in particolare per la raccolta delle illustrazioni xilografiche che vi sono pubblicate.

Nello stesso anno la città comincia ad accogliere manifestazioni aviatorie, soprattutto di idrovolanti negli scali di Cadimare e di Muggiano.
Il primo Futurismo giunge alla Spezia già nel 1914, in occasione di una rumorosa serata al teatro Politeama ed è fonte di scandalo e di sconcerto per il pubblico spezzino, e ancora negli anni successivi, con diverse rappresentazioni teatrali.
Nasce la corrente pittorica dell'aeropittura.
Un altro nuovo teatro, il Cozzani, su progetto di Oliva e con decori di Del Santo e di Agretti, viene inaugurato alla fine del 1920.

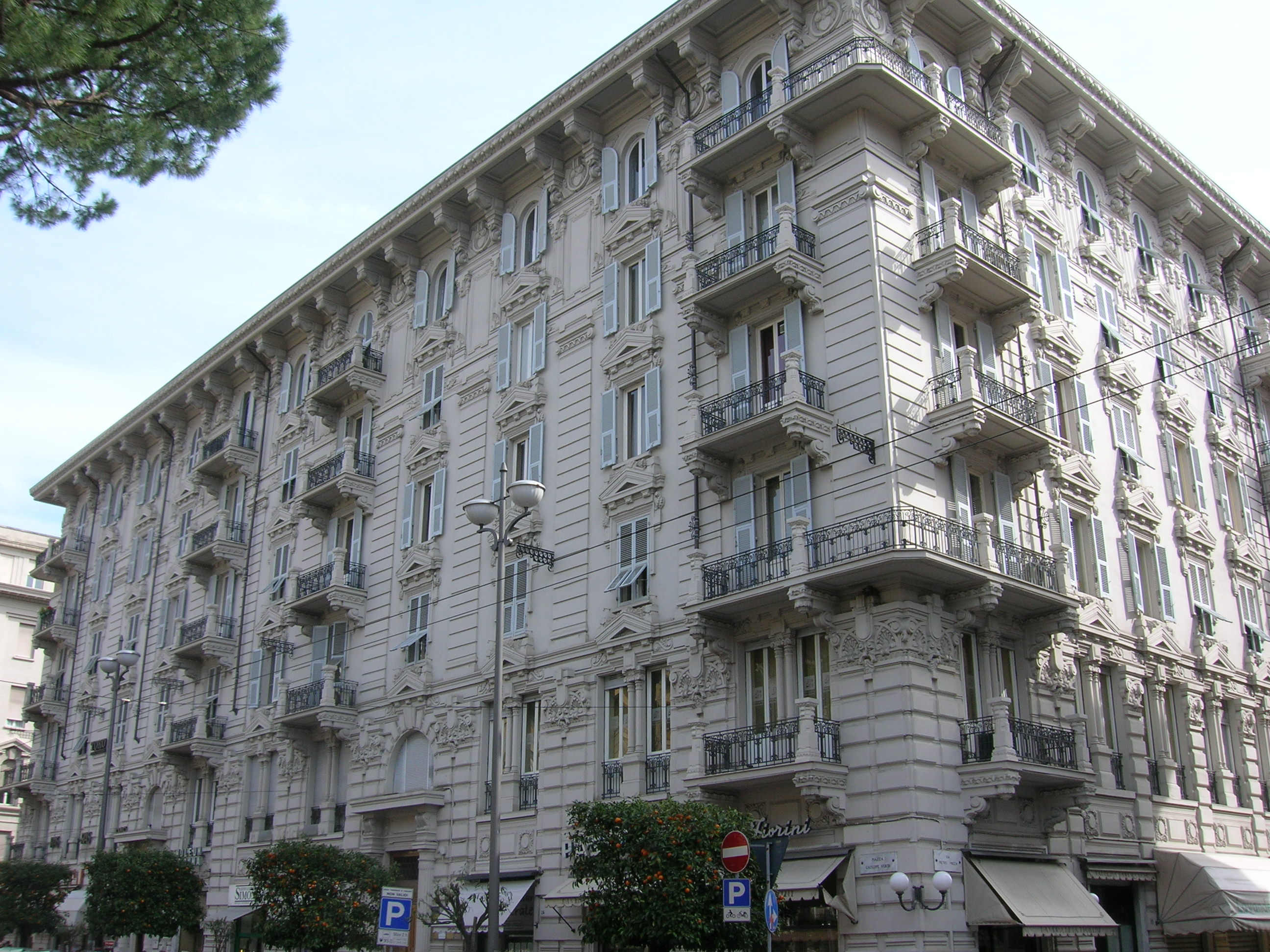
V. Bacigalupi
Palazzo Boletto, 1927-33

La città viene costituita capoluogo di Provincia (1923).
Dotatasi di un terzo piano urbanistico, si sviluppa ancora e si arricchisce di nuovi edifici e monumenti.

Nel 1923, su disegno di Oreste Rossi, viene costruito il Tribunale (dal 1998 il suo edificio, ristrutturato, diverrà sede del museo CAMeC); nello stesso anno viene inaugurato il Palazzo degli Studi in piazza Verdi (architetto Armando Titta) e l'architetto Franco Oliva edifica Villa Marmori.

Nel 1927 vengono edificati il Palazzo Boletto su progetto dell'architetto Bacigalupi ed il Palazzo San Giorgio e il Grattacielo disegnati da Raffaello Bibbiani.

Nel 1928 viene realizzato, su disegno di Franco Oliva, il Palazzo del Governo (oggi sede della Prefettura e della Provincia) decorato da sculture opera dello spezzino Augusto Magli.

Nel 1929 viene inaugurato il teatro Monteverdi il cui arredo scultoreo è dovuto ad Enrico Carmassi. Nello stesso anno viene inaugurata la nuova sede dell'Accademia lunigianese di scienze nell'edificio progettato da Manlio Costa.

Nel 1933 Franco Oliva pone mano alla radicale modifica del Teatro Civico, sempre con la collaborazione dello scultore Magli.
Lo stesso anno vede anche l'inaugurazione del Palazzo delle Poste importante opera d'ispirazione razionalista dell'architetto Angiolo Mazzoni e sempre nello stesso anno viene costruito il palazzo del Littorio, d'impronta razionalista, che nel dopoguerra sarà adibito a sede del municipio.
Il poeta futurista Marinetti, che era molto legato alla città (ne definirà il golfo come il "Golfo delle meraviglie"), nel 1933 ha con Fillia l'idea di istituire il Premio di pittura Golfo della Spezia, destinato a diventare una rassegna d'arte molto importante nel primo dopoguerra e che lascerà alla città una consistente documentazione dei movimenti artistici del XX secolo.

Il secondo Futurismo alla Spezia svolge anche un ruolo di grande rilievo nell'espansione edilizia, con il dinamismo di una progettualità risolta in chiave eclettica, modernista, futurista e razionalista. Nel 1933 una vera e propria pattuglia futurista percorre in lungo e in largo le sponde e le soprastanti colline del Golfo, oltre a Fillia e a Prampolini, lavorano Gerardo Dottori, Di Bosso, Peruzzi, la Mori e lo spezzino Balestri.
Con la Gazzetta ufficiale del 12 luglio 1939 viene pubblicato il piano regolatore di massima per La Spezia ed il quartiere di Migliarina, che aveva fra i suoi proponenti l'ex ministro ai lavori pubblici Giuseppe Cobolli Gigli. Il piano rinviavi a regolamento di dettaglio per le singole zona della città, ed introduceva una procedura semplificata di esproprio ed indennizzo, in deroga alle leggi vigenti, approvata al fine di velocizzare i tempi di attuazione. La norma sarà formalmente abolita nel 2008.
Negli anni trenta, su un tratto della antica Via Aurelia, viene realizzato l'odierno Viale Italia che costituisce la principale e panoramica arteria viaria della città e costituisce l'intero lato mare del centro della città.
Tra le due guerre mondiali, nella località del Varignano, è sviluppato lo storico corpo degli incursori marittimi della Marina Militare. Negli stessi anni a La Spezia si sviluppano aziende per le attrezzature per il lavoro subacqueo.
All'inizio della seconda guerra mondiale, nel 1940, la popolazione raggiunge le 123 000 unità; nello stesso anno viene istituito il Liceo Scientifico Pacinotti.

Nel 1941 viene decisa l'istituzione dell'Archivio di Stato per la provincia spezzina, ma a causa della guerra in corso l'Archivio troverà la sua sede definitiva solo nel 1956.
Nel corso della seconda guerra mondiale, per la sua importanza industriale e militare, la Spezia subisce ripetuti attacchi aerei da parte delle forze alleate.
In particolare nell'aprile del 1943 massicci bombardamenti causano devastanti danni all'Arsenale e al patrimonio storico e architettonico della città.
All'armistizio dell'8 settembre 1943 le due divisioni preposte alla difesa di Spezia, la Rovigo e la Alpi Graie, operano a rallentare le manovre tedesche intese ad occupare la città, facendo così fallire l'intento di catturare la flotta italiana.
La città rimane al centro di aspri combattimenti e la guerra civile vi comporta episodi di durezza se non di ferocia.
Durante il periodo della Resistenza la tensione in città aumenta, sia per le azioni delle formazioni partigiane, sia per le rappresaglie nazifasciste, anche per il fatto che vi si trova la sede operativa della Xª Flottiglia MAS, guidata da Junio Valerio Borghese, costringendo la popolazione a subire pesantissime restrizioni.
L'attività di repressione delle attività partigiane su tutto il territorio provinciale partiva direttamente dalla città capoluogo. Luoghi come il XXI Fanteria e la caserma della Milizia a nord della città, ora sede di un istituto scolastico, divennero tristemente famosi come siti dove si consumarono le torture ed i delitti commessi dalle milizie fasciste.

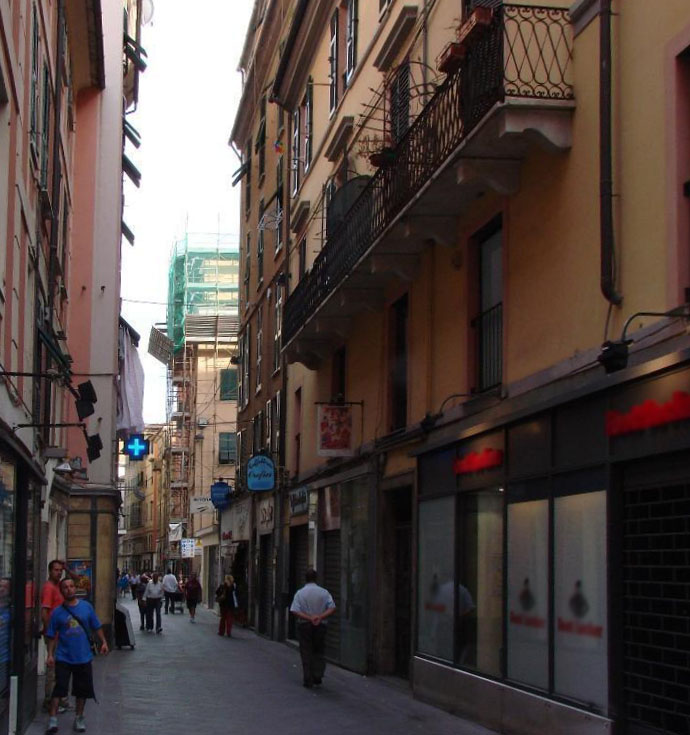
Via del Prione, nella sua parte più storica

La Spezia è tra le Città decorate al Valor Militare per la Guerra di Liberazione essendo stata insignita della Medaglia d'Argento al Valor Militare per i sacrifici delle sue popolazioni e per la sua attività nella lotta partigiana durante la seconda guerra mondiale.
La notte del 23 aprile 1945, le formazioni partigiane locali vinsero gli ultimi focolai di resistenza nazifascista e si impossessarono dei centri nevralgici della città, dichiarandola libera. Le prime elezioni libere diedero vita alla prima giunta comunale, la giunta della Liberazione presieduta dal sindaco Agostino Bronzi.
La Spezia è conosciuta in Israele e sulle carte geografiche israeliane con il nome di Schàar Zion ("Porta di Sion") poiché al termine della seconda guerra mondiale, nel 1946, su tre navi — la Fede, di Savona, (ribattezzata Dov Oz), il motoveliero Fenice (ribattezzato Elyahu Golomb) e l'Exodus — 1914 ebrei sopravvissuti alla Shoah salparono dal porto cittadino diretti in Palestina. Oggi un monumento al molo Pagliari ricorda l'episodio.
Dopo la seconda guerra mondiale la base militare della Spezia perde importanza rispetto a quella di Taranto, più centrale nel teatro mediterraneo.
Le commesse militari ed il relativo indotto hanno così gradualmente perduto d'importanza per l'economia della città.
La ricostruzione nel dopoguerra ha comportato uno spiccato rinnovamento edilizio della città spesso irrispettoso della sua identità maturata nei secoli precedenti. Viene demolito l'antico Palazzo comunale, gravemente danneggiato dai bombardamenti.
Dopo il calo demografico iniziato negli anni settanta, a motivo della crisi e dell'emigrazione, negli anni ottanta e novanta ha inizio un processo di riconversione industriale rivolto allo sviluppo delle attività legate alla cantieristica di costruzione e di demolizione, alla nautica e al turismo.
Nella seconda metà del secolo la città è servita dalle nuove autostrade A12 e A15 che, superando il suo secolare isolamento dovuto alla conformazione appenninica, consentono un agevole raccordo alla rete nazionale e offrono potenzialità di sviluppo industriale, commerciale e turistico.

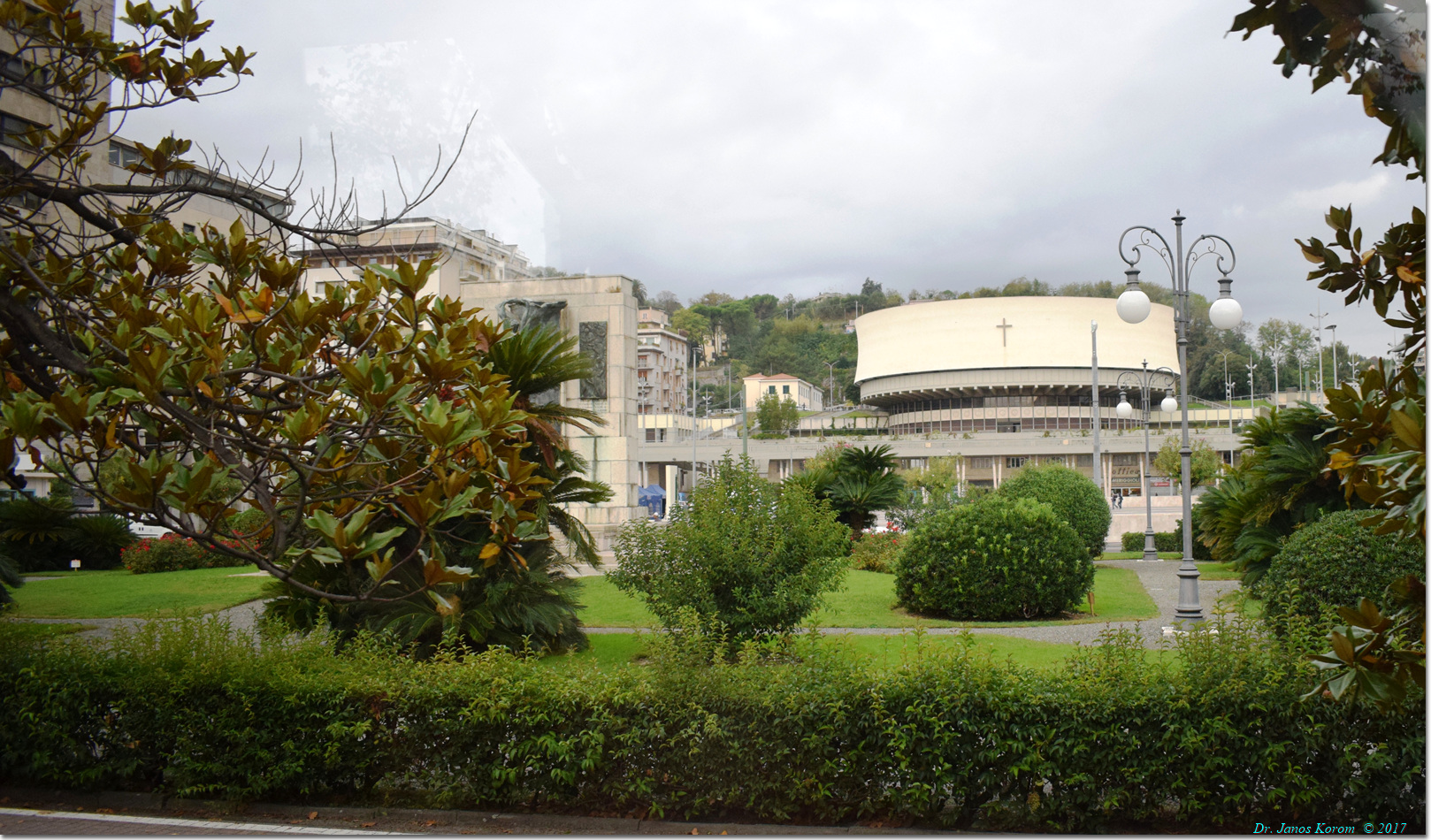
A.Libera
Cattedrale (1975)

La Spezia rinnova anche il suo impulso alla cultura con il rilancio della rete dei suoi Musei con le collezioni d'arte del Centro d'Arte Moderna e Contemporanea, del Museo Lia e del Museo diocesano, con il patrimonio storico del Museo archeologico, le sue biblioteche, il Conservatorio "G.Puccini" nonché l'apertura di varie gallerie d'arte.
Il 1975 vede il completamento della nuova Cattedrale, dedicata a Cristo Re dei Secoli, su disegno di Adalberto Libera.
Nel 1991 la popolazione conta circa 101 400 abitanti.

A fine secolo, nel 1994, viene completato il nuovo Tribunale; qualche anno più tardi (1998) viene concluso il restauro del Castello San Giorgio ed il suo pieno recupero come sede museale.

## Il XXI secolo
Nel 2001 la città conta circa 91 400 abitanti. La Spezia è la cinquantesima città italiana per dimensioni ed è tra le promotrici della Rete delle Città Strategiche.
Per la sua vicinanza alle Cinque Terre e per il traffico croceristico che fa capo al suo porto, nei primi decenni del secolo la città sviluppa un intenso flusso turistico internazionale. 

Viene anche sviluppata la nautica da diporto con zone dedicate all'ormeggio ed il rimessaggio delle imbarcazioni.